# Załęska Hałda-Brynów
Załęska Hałda-Brynów (pełna nazwa: Załęska Hałda-Brynów część zachodnia) – dzielnica Katowic, położona w zachodniej części miasta, pomiędzy autostradą A4 a rzeką Kłodnicą, na terenie czterech historycznych części Katowic: Załęskiej Hałdy, Brynowa, Starej Ligoty oraz Katowickiej Hałdy.
Do początku XIX wieku obszar obecnej dzielnicy miał charakter rolniczy. W tym okresie, na obszarze Załęskiej Hałdy, Brynowa i Starej Ligoty nastąpił duży rozwój przemysłu, głównie wydobywczego. Dzielnica ta ma obecnie charakter przemysłowo-mieszkalny. Głównym zakładem przemysłowym jest Ruch „Wujek” Kopalni Węgla Kamiennego „Staszic-Wujek”, funkcjonujący od 1899 roku. Powierzchnia dzielnicy wynosi 6,54 km², pod koniec 2007 liczyła 17 207 mieszkańców.

## Geografia

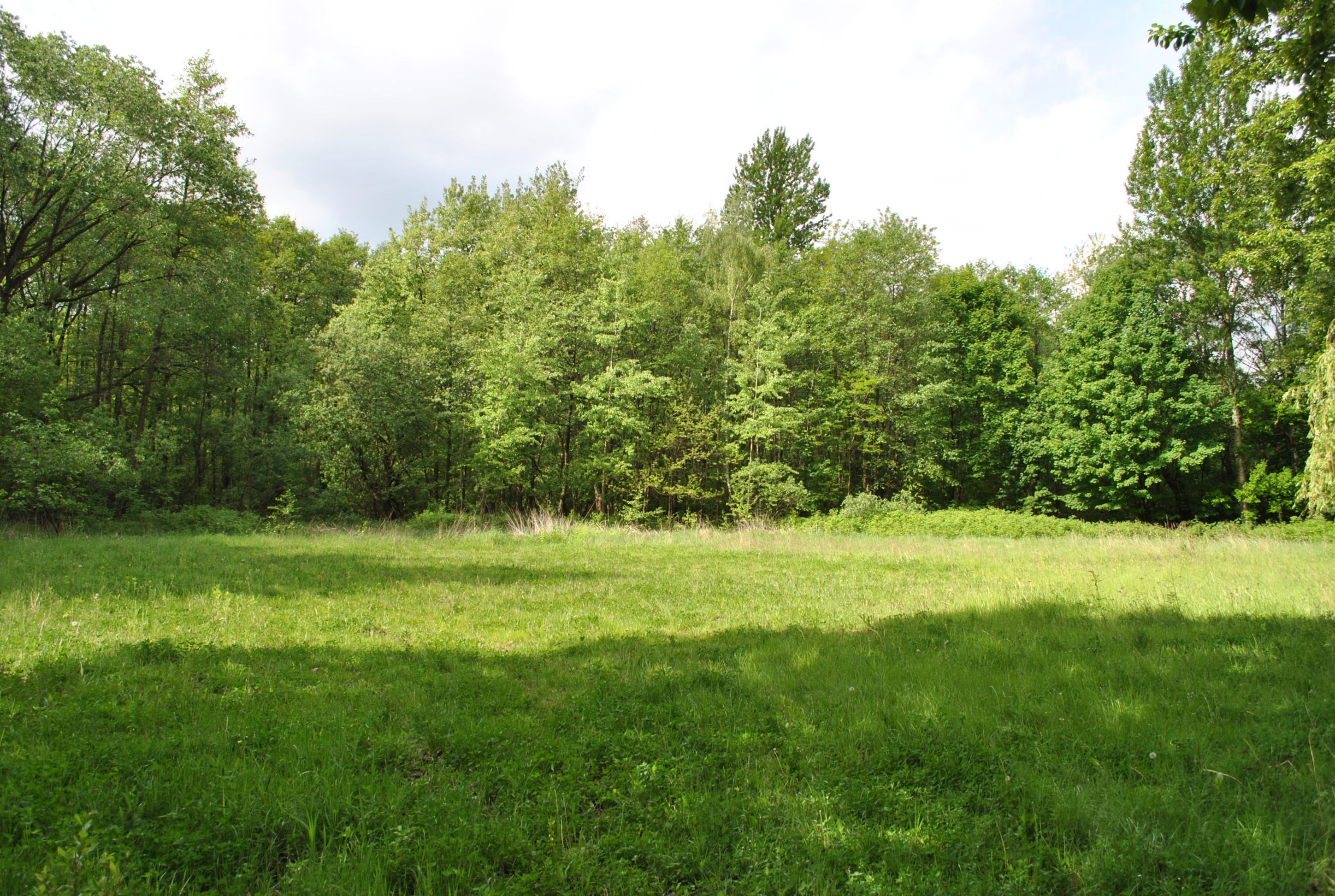
Fragment Lasu Załęskiego

### Położenie
Załęska Hałda-Brynów część zachodnia jest jedną z jednostek pomocniczych Katowic (nr 2), znajdującą się w grupie dzielnic zachodnich. Graniczy ona od północy z Osiedlem Witosa i Załężem, od wschodu z Brynowem częścią wschodnią-Osiedlem Zgrzebnioka, od południa z Ligotą-Panewnikami, a od zachodu z miastem Chorzowem. W jej skład wchodzą cztery historyczne części Katowic:
- Północno-zachodnia część dzielnicy – Załęska Hałda (południowa część osady)[2] ,
- Wschodnia część dzielnicy – Brynów (zachodnia część dawnej gminy)[2] ,
- Północno-wschodnia część dzielnicy – Katowicka Hałda (zachodnia część dawnej kolonii robotniczej na terenie historycznej gminy Brynów)[2] ,
- Południowo-zachodnia część dzielnicy – Stara Ligota (wschodnia, starsza część Ligoty)[3].

Według podziału fizycznogeograficznego Jerzego Kondrackiego Załęska Hałda-Brynów część zachodnia znajduje się w mezoregionie Wyżyna Katowicka (341.13), będącym południową częścią Wyżyny Śląskiej, w podprowincji Wyżyna Śląsko-Krakowska.
Granica dzielnicy biegnie następująco:
- Od północy – wzdłuż ulicy Kochłowickiej (autostrady A4),
- Od wschodu – wzdłuż ulic: Mikołowskiej, Brynowskiej i Kościuszki,
- Od południa – wzdłuż rzeki Kłodnicy i linii kolejowej nr 171,
- Od zachodu – wzdłuż granicy miasta z Chorzowem.

### Geologia i gleby
Dzielnica Załęska Hałda-Brynów część zachodnia położona jest w niecce górnośląskiej, którą wypełniają utwory pochodzące z górnego karbonu, zwłaszcza osady węglonośne leżące w obrębie struktur paleozoicznych wyżyn środkowopolskich. W podłożu niecki górnośląskiej występują prekambryjskie skały krystaliczne. Nad nimi zalegają diabazy przykryte osadami lądowymi o miąższości 100 m, składające się głównie z piaskowców i zlepieńców. Nad nimi znajduje się 200-metrowa warstwa wczesnokambryjska (drobnoziarnisty piaskowiec oraz mułowiec), przykryta piaskowcami ze wczesnego dewonu. Warstwy te wraz z osadami karbońskimi przykryte są w północnej części przez utwory czwartorzędowe, głównie pochodzenia polodowcowego, powstałe w czasie zlodowacenia południowopolskiego. Składają się na nie gliny zwałowe, ich zwietrzeliny oraz piaski i żwiry lodowcowe.
Gleby na terenie Załęskiej Hałdy-Brynowa części zachodniej uległy silnej antropopresji wskutek rozwoju osadnictwa i działalności przemysłowej, przez co znaczny jest tu udział gleb inicjalnych. Występują tu głównie gleby antropogeniczne, utworzone z glin zwałowych oraz piaskowców. Gleby na terenie dzielnicy posiadają IV klasę bonitacyjną. Są one skażone metalami ciężkimi (ołowiem, kadmem i cynkiem), spowodowanymi emisją zanieczyszczeń, zwłaszcza przemysłowych i ze spalania węgla.

### Ukształtowanie powierzchni
Według jednostek morfologicznych dzielnica położona jest w znacznej części na Wzgórzach Kochłowickich, które cechują się spłaszczonymi wzgórzami i rozciętymi lokalnie głębokimi dolinami. Obszar dzielnicy charakteryzuje się dużym zróżnicowaniem powierzchni, która obniża się w kierunku południowym, do doliny Kłodnicy. Najwyższe wzniesienie położone w lasach w zachodniej części Załęskiej Hałdy to Cisowa Góra. Jego wysokość dochodzi do 338,8 m n.p.m., natomiast koryto Kłodnicy położone jest na wysokości około 270 m n.p.m. Na zmianę rzeźby terenu w Załęskiej Hałdzie-Brynowie części zachodniej istotną rolę odgrywają procesy niwelacji, sedymentacji oraz osiadania różnych materiałów.

### Klimat i hydrografia
Klimat dzielnicy w niewielkim stopniu różni się od warunków klimatycznych panujących w całych Katowicach. Średnia roczna temperatura wynosi 8,1 °C., a średnia roczna suma opadów 710 mm. Średni czas zalegania pokrywy śnieżnej wynosi 60-70 dni, a okres wegetacyjny trwa średnio 200-220 dni. Charakterystyczne są tu wiatry słabe, o prędkości nieprzekraczającej 2 m/s, wiejące z kierunku zachodniego. 
Przez Załęską Hałdę-Brynów część zachodnią przebiega dział wodny I rzędu, przez co północna część dzielnicy znajduje się w dorzeczu Wisły, w zlewni Rawy, natomiast południowa w dorzeczu Odry, w zlewni Kłodnicy.

### Przyroda i ochrona środowiska
Załęska Hałda-Brynów część zachodnia charakteryzuje się znacznym udziałem terenów zielonych, głównie w jej zachodniej części, będących pozostałością Lasu Załęskiego. Dominują tam dęby, a w wyższej części obszaru kompleksy brzozowo-sosnowe. Lasy znajdują się w obrębie Nadleśnictwa Katowice. Część tych kompleksów jest pod ochrona prawną jako zespół przyrodniczo-krajobrazowy „Uroczysko Buczyna”.
W Załęskiej Hałdzie-Brynowie części zachodniej występują następujące place oraz obszary zieleni urządzonej:
- Skwer Kazimierza Gołby – plac w rejonie ulic Wincentego Pola i Dziewięciu z Wujka w Brynowie,
- Plac NSZZ „Solidarność” – plac w Brynowie, przy ulicy Wincentego Pola; na placu znajduje się pomnik poległych górników KWK „Wujek”,
- Plac Bernarda Poloka – plac w Załęskiej Hałdzie, położony u zbiegu ulic Dobrego Urobku i Brygadzistów,
- Plac Tajnej Organizacji Nauczycielskiej – plac w Brynowie, u zbiegu ulicy Brynowskiej i T. Kościuszki.

Ogrody działkowe na terenie Załęskiej Hałdy-Brynowa części zachodniej podlegają pod Śląski Okręgowy Zarząd Polskiego Związku Działkowców, Delegatura Katowice. W 2007 roku znajdowały się tu następujące ogrody:
| Nazwa                           | Lokalizacja   | Pow. (ha) | L. działek (2007) |
| ------------------------------- | ------------- | --------- | ----------------- |
| Baildon, rejon Kochłowicki      | Załęska Hałda | 0,36      | 10                |
| Górnik I                        | Kombajnistów  | 5,15      | 120               |
| Górnik II                       | Strzałowa     | 3,16      | 90                |
| Kępa                            | Ligocka       | 3,85      | 100               |
| Relaks                          | Ligocka       | 0,92      | 25                |
| Rezeda I                        | Przodowników  | 3,04      | 90                |
| Tęcza                           | Szadoka       | 2,14      | 60                |
| Zawadzkiego kolonia I (główna)  | Załęska Hałda | 5,10      | 90                |
| Zawadzkiego kolonia Załęski Las | Upadowa       | 0,74      | 20                |

## Historia

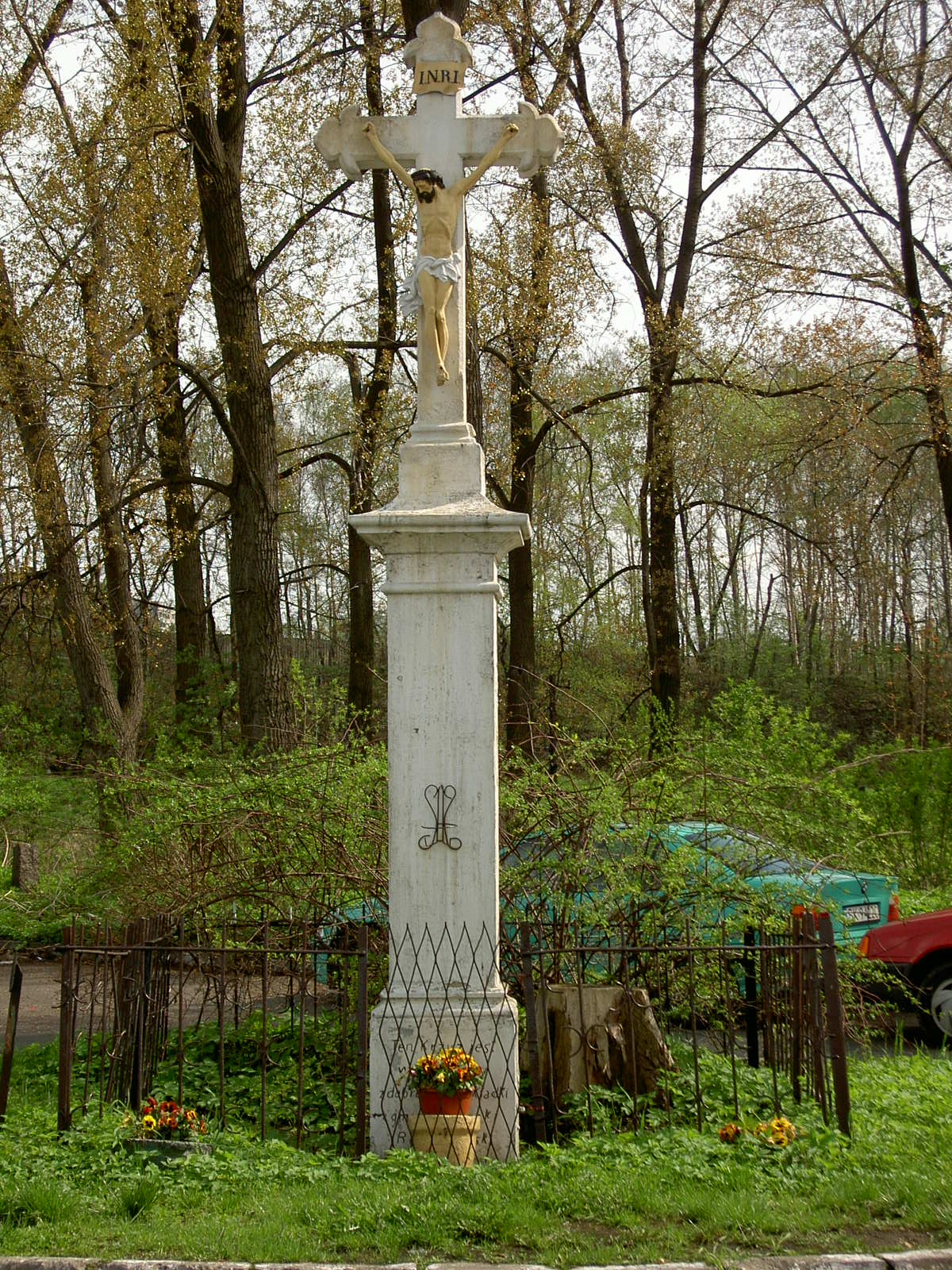
Krzyż przydrożny położony w Załęskiej Hałdzie

### Załęska Hałda
Pierwsze wzmianki o Załęskiej Hałdzie pochodzą z lat około 1710–1720, kiedy to w dokumentach probostwa boguckiego wzmiankowano o osadzie Załęsko Hołda. W tym okresie, na terenie częściowo wykarczowanych Lasów Załęskich powstała osada rolnicza, będąca kolonią Załęża. Charakter rolniczy zachowała do drugiej połowy XIX wieku, kiedy to w osadzie zaczęli mieszkać robotnicy z hut cynku „Victor” i „Johanna”, a także z późniejszych kopalń węgla kamiennego: „Kleofas” i „Wujek”. Centrum osady stanowił wówczas obszar dzisiejszego węzła autostradowego z ulicą F. Bocheńskiego.
Na przełomie 22 i 23 sierpnia 1920 roku, podczas II powstania śląskiego Polska Organizacja Wojskowa Górnego Śląska przejęła kontrolę nad Załęską Hałdą. Podczas III powstania śląskiego, w 1921 roku powstańcy opanowali dzielnicę, a rok później osadę przyłączono do Polski. W 1924 roku Załęska Hałda wraz z gminą Załęże stały się częścią Katowic. Po II wojnie światowej, 11 września 1945 roku biskup Stanisław Adamski poświęcił kościół świętych Cyryla i Metodego. W latach 90. XX wieku część Załęskiej Hałdy (położona po południowej stronie obecnej Autostrady A4) została włączona do dzielnicy Załęska Hałda-Brynów część zachodnia.

### Brynów i Katowicka Hałda

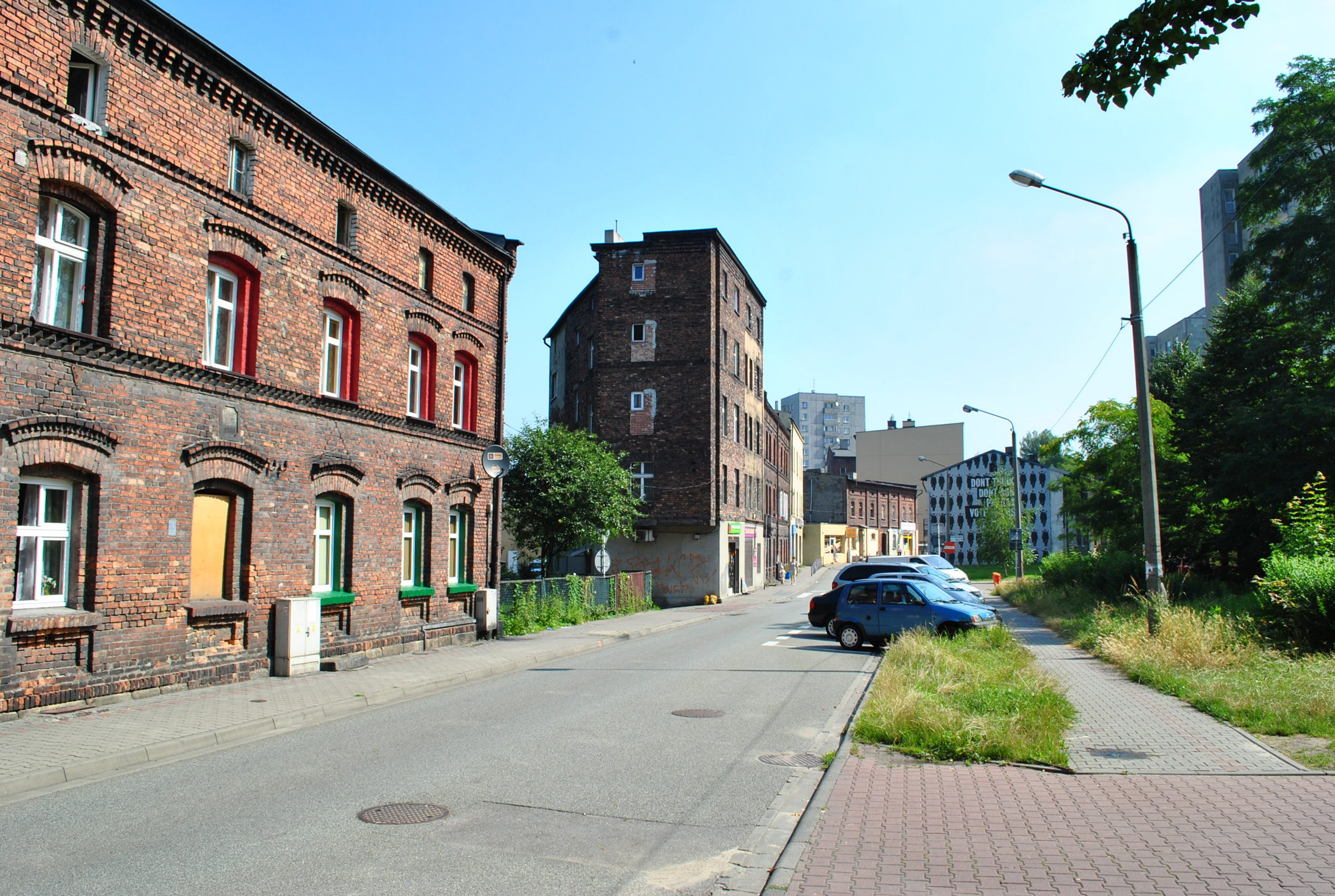
Ulica W. Pola w Katowickiej Hałdzie

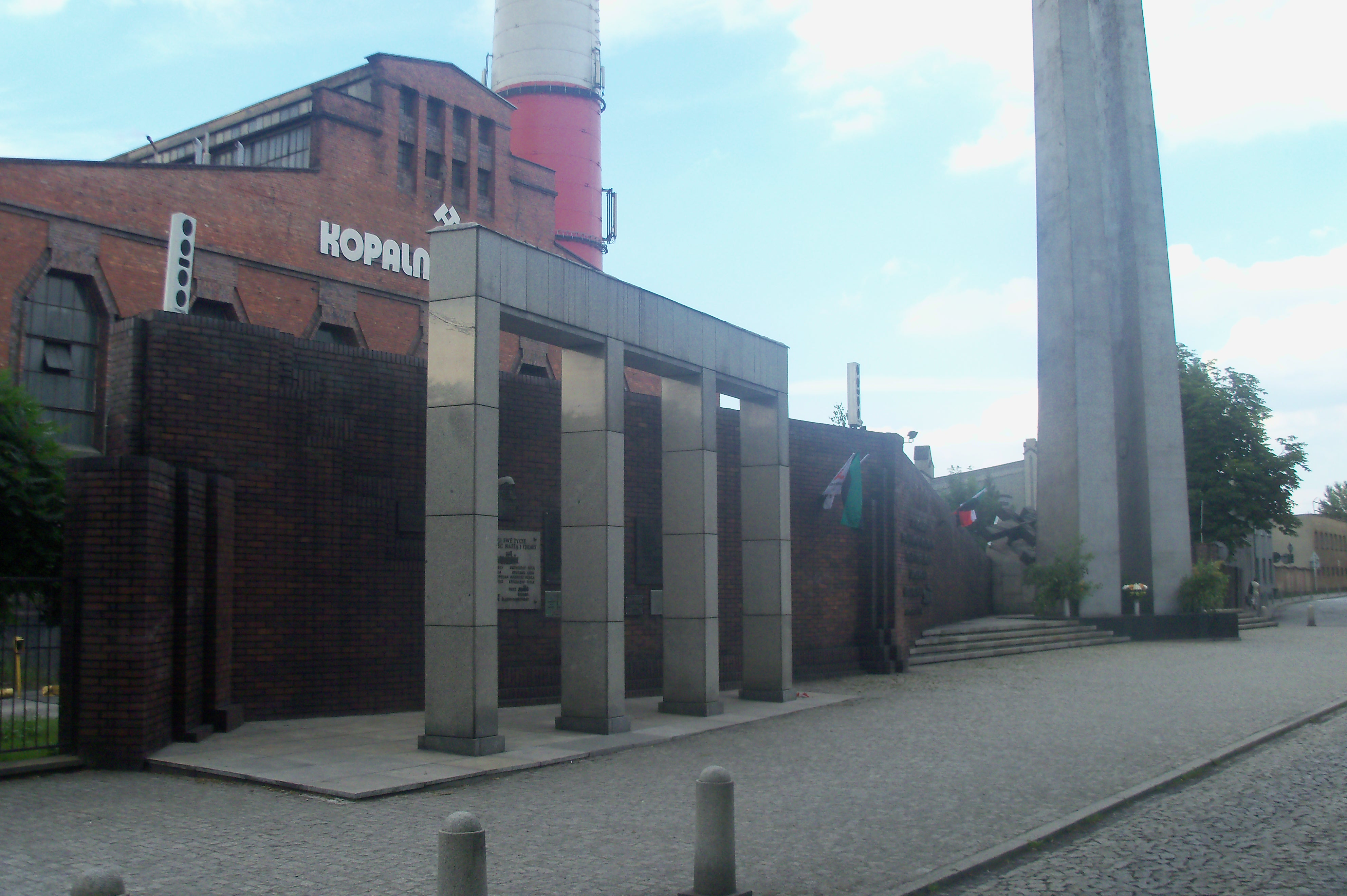
Pomnik ku czci górników kopalni „Wujek” poległych w dniu 16 grudnia 1981 roku

Wieś Brynów była po raz pierwszy wymieniona w dokumencie z 1474 roku jako należąca do księstwa pszczyńskiego. W 1536 roku stała się własnością Salomonów, która odtąd dzieliła losy Kuźnicy Boguckiej, a następnie Katowic. Na przełomie XVII i XVIII wieku powstał folwark brynowski. Do 1865 roku Brynów wchodził w skład gminy Katowice, a następnie tworzył samodzielną gminę wraz z jej kolonią – Katowicką Hałdą. Od początku XIX wieku powstawały tu kopalnie odkrywkowe i cegielnie. W 1899 roku uruchomiono kopalnię węgla kamiennego – „Oheim” (od 1922 roku pod nazwą „Wujek”). W 1921 roku powstańcy śląscy z Brynowa zdobyli koszary niemieckie w Katowicach, a także walczyli pod górą Świętej Anny. W 1924 roku Brynów włączono do Katowic. Podczas okupacji hitlerowskiej Niemcy przy kopalni „Wujek” założyli obóz pracy.
W dniu 14 grudnia 1981 roku w związku z wprowadzeniem stanu wojennego rozpoczął się strajk okupacyjny w kopalni „Wujek”. Dwa dni później, 16 grudnia 1981 roku milicja i wojsko zaatakowały strajkujących górników i dokonały krwawej pacyfikacji kopalni, w wyniku której śmierć poniosło dziewięciu górników.

### Stara Ligota

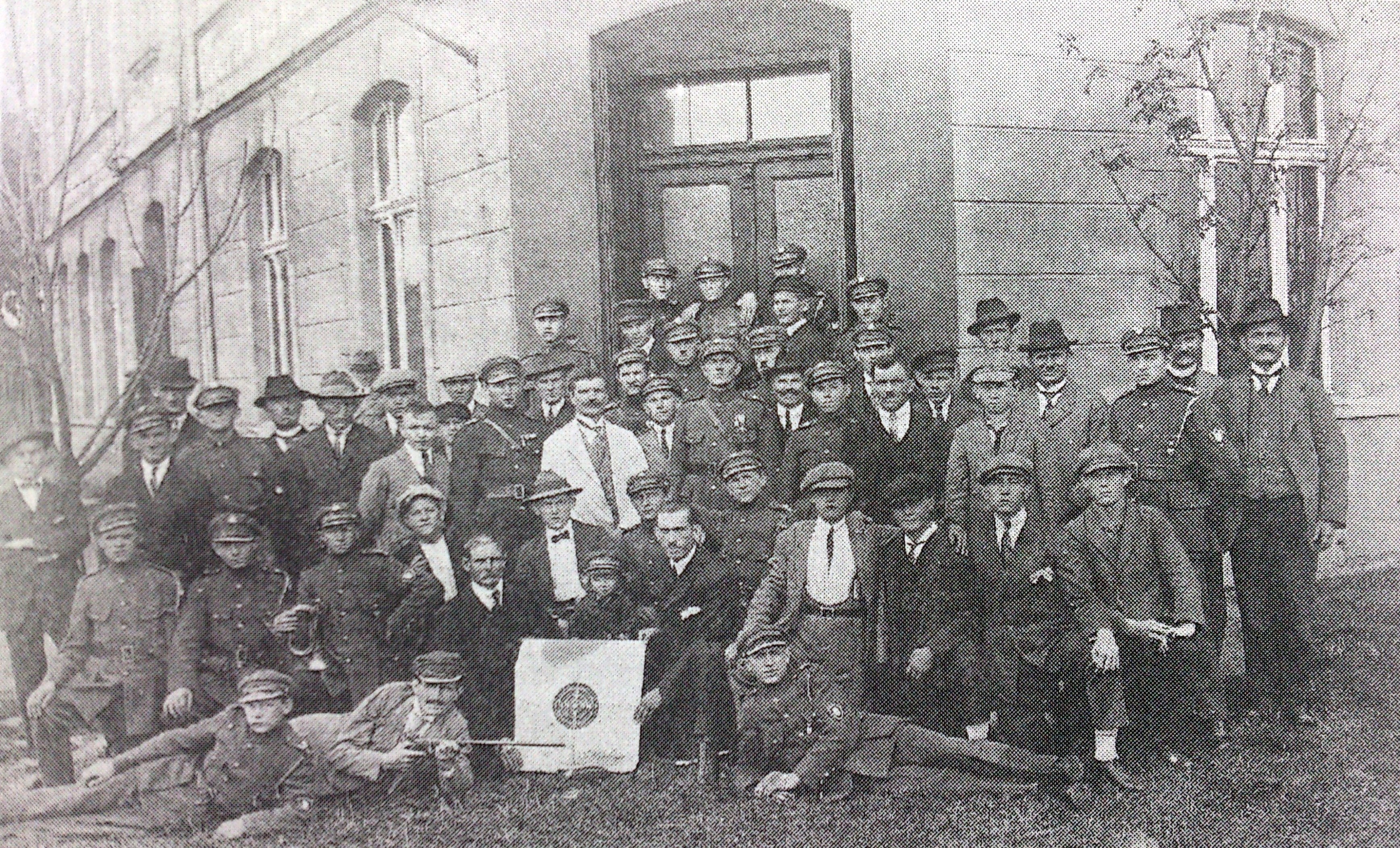
Powstańcy śląscy przed restauracją Pilcha w Starej Ligocie

Obecna Stara Ligota powstała w rejonie ulic: Hetmańskiej, Ligockiej, Załęskiej i Rolnej. Pierwszy raz była wzmiankowana w 1360 roku. W dokumencie sprzedaży dóbr pszczyńskich wystawionym przez Kazimierza II cieszyńskiego 21 lutego 1517 roku wieś została wymieniona jako Lhota (określona jako wówczas opuszczona, pusta). Tereny Starej Ligoty były następnie własnością książąt pszczyńskich. Na początku XVIII wieku wieś uzyskała prawa samodzielnej gminy. Wzrost liczby ludności Ligoty był związany z zapoczątkowanym w XIX wieku rozwojem przemysłowym w tym regionie, opartym głównie na przetwarzaniu rud i wydobyciu węgla. W 1852 roku przez Ligotę przeprowadzono z Katowic do Murcek linię kolejową i oddano do użytku stację Katowice Ligota, dzięki czemu osada rozwijała się dalej w kierunku Panewnik (obecnej dzielnicy Ligota-Panewniki) .
W dniu 17 sierpnia 1919 roku, podczas I powstania śląskiego powstańcy ze sformowanego w Ochojcu oddziału pod dowództwem Jana Żychonia zajęli stację kolejową przerywając połączenie Katowic z Żorami, oraz zdobyli posterunek niemieckiego Grenschutzu w gospodzie Kaczmarczyka. Podczas plebiscytu w 1921 roku 70,54% obywateli gminy wiejskiej Ligota opowiedziało się za tym, by gmina należała do Polski. W czasie III powstania śląskiego w nocy 3 maja 1921 roku na terenie Ligoty zgrupowano oddziały powstańców śląskich Walentego Fojkisa, które zaatakowały i zdobyły Katowice .
Ligota została uroczyście przejęta przez polską administrację 20 czerwca 1922 roku, a dwa lata później została razem z Brynowem przyłączona do Katowic, tworząc z nim nową, IV dzielnicę. Podczas niemieckiej okupacji w latach 1939–1945 na terenie Ligoty znajdował się obóz dla Polaków wypędzanych z Górnego Śląska do Generalnego Gubernatorstwa. Wojska niemieckie wycofały się z Ligoty rano 26 stycznia 1945 roku wysadzając m.in. trzy mosty nad Kłodnicą .
Po II wojnie światowej, w latach 60. XX w. rozpoczęto stopniowe wyburzanie zabudowy Starej Ligoty. W jej miejscu powstała nowa zabudowa wielorodzinna, głównie w rejonie ulic Ligockiej, Rolnej i Wodospady .

## Demografia
Obszar obecnej dzielnicy Załęska Hałda-Brynów część zachodnia w 1988 roku zamieszkiwało łącznie 20 389 osób. Wtedy to w strukturze ludności dominowały osoby w przedziałach wiekowych 15-29 i 30-44 lat. W późniejszym okresie następował spadek liczby ludności – w 1997 roku dzielnica liczyła około 17 800 mieszkańców, natomiast gęstość zaludnienia wynosiła wtedy 2,74 tys. osób/km². W 2007 dzielnicę zamieszkiwało 17 207 osób. W strukturze wieku w 2007 dominowały osoby w wieku 45-59 i powyżej 60 lat.

## Polityka i administracja
Pierwotnie tereny Załęskiej Hałdy-Brynowa części zachodniej były częścią historycznych gmin: Brynów (Brynów i Katowicka Hałda), Ligota (Stara Ligota) i Załęże (Załęska Hałda). W dniu 1 stycznia 1992 roku w Katowicach utworzono 22 Pomocnicze Jednostki Samorządowe. Wówczas to obszar Załęskiej Hałdy-Brynowa części zachodniej był częścią dzielnicy Ligota-Panewniki. Na podstawie Uchwały nr XLVI/449/97 Rady Miejskiej Katowic z dnia 29 września 1997 roku z obszaru Ligoty-Panewnik wydzielono dzielnicę Załęska Hałda-Brynów część zachodnia. Współcześnie jest ona statutową dzielnicą w zespole dzielnic zachodnich i stanowi jednostkę pomocniczą nr 2. Uchwała ta wytyczyła równocześnie jej dokładne granice.
W wyborach do Rady Miasta Katowic dzielnica ta należy do okręgu nr 4 (Osiedle Tysiąclecia, Dąb, Załęże, Osiedle Witosa, Załęska Hałda-Brynów część zachodnia). W latach 2010–2014 okręg ten miał 6 przedstawicieli w Radzie Miasta.

## Gospodarka

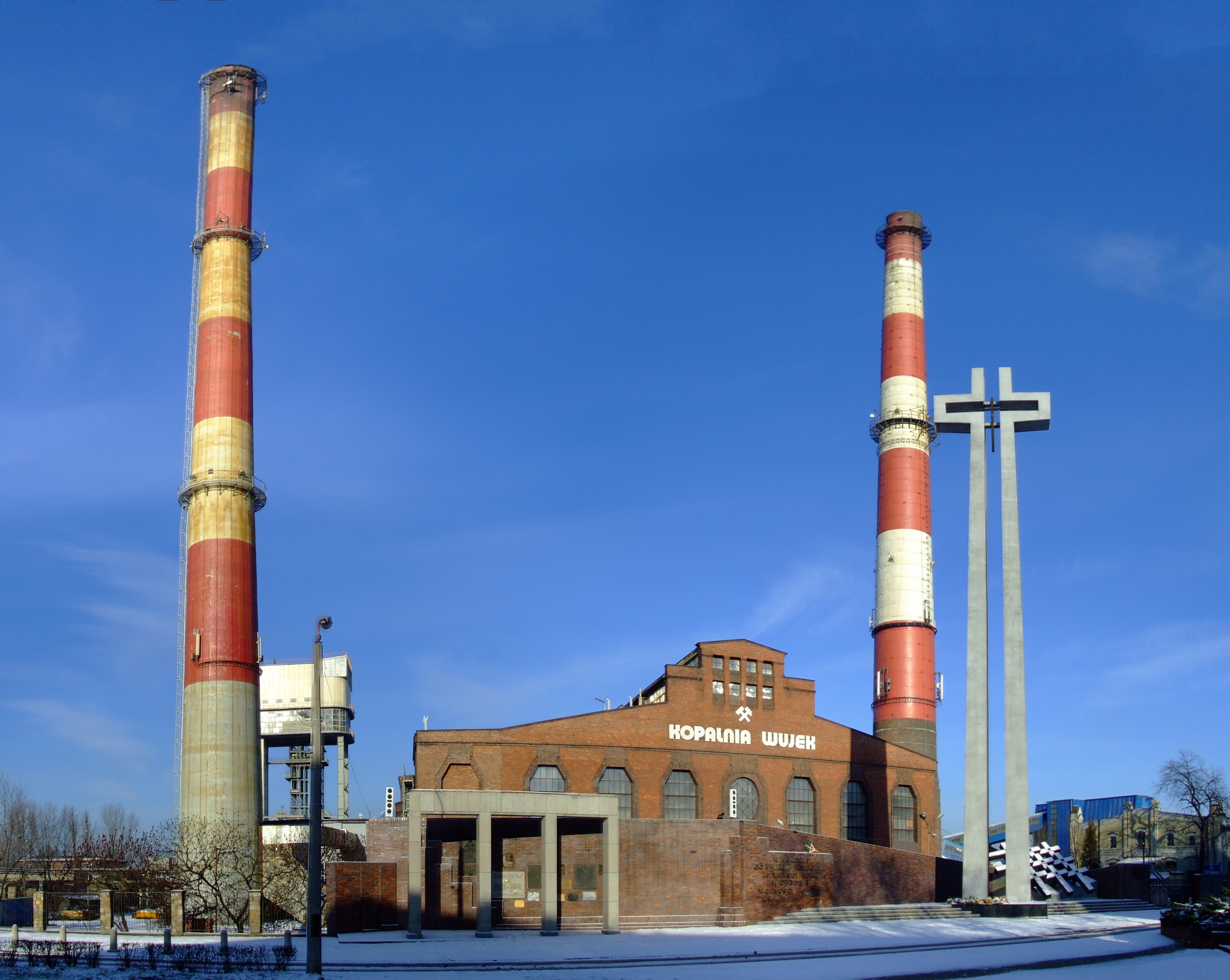
Ruch „Wujek” KWK „Staszic-Wujek”

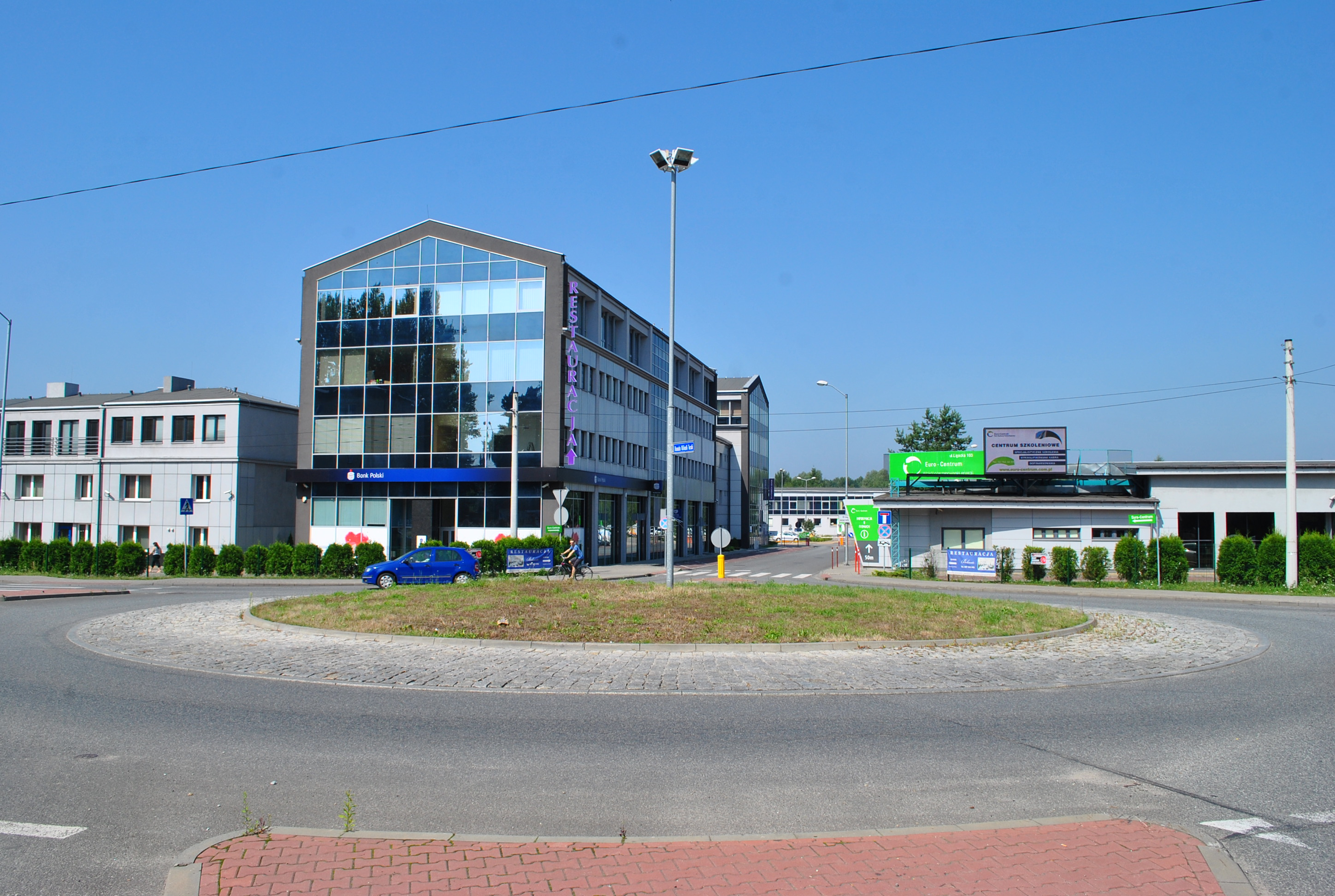
Fragment Euro-Centrum Parku Przemysłowego (ul. Ligocka 103)

Pierwotnie na terenie Załęskiej Hałdy-Brynowa części zachodniej prowadzona była głównie działalność rolnicza. Początki działalności przemysłowej miały miejsce w 1788, kiedy to Wilhelm Jaenkner złożył podanie o uznanie nadania górniczego dla obszaru „Charlotte” w Lasach Załęskich. W późniejszym okresie, w latach 1801–1806 i 1836–1880 eksploatację prowadziła kopalnia węgla kamiennego „Beata”. W wyniku odkrycia w Brynowie zasobnych pokładów węgla kamiennego, 4 marca 1899 roku połączono sześć zakładów górniczych w jedną kopalnię – „Oheim” (obecnie „Wujek”). W tym samym roku rozpoczęto drążenie pierwszego szybu, natomiast pierwsze tony węgla wydobyto 7 listopada 1900 roku.
Ruch „Wujek” Kopalni Węgla Kamiennego „Staszic-Wujek” pozostaje głównym zakładem przemysłowym dzielnicy. Okres transformacji ustrojowej w Polsce po 1989 roku kopalnia przeszła bez większych perturbacji. W 1992 roku wypracowała zysk, a także stała się jednym z najlepszych tego typu zakładów w Polsce. W 1993 roku kopalnia weszła w skład Katowickiego Holdingu Węglowego. W 1999 roku kopalnia Wujek wydobyła około 2 mln ton węgla, a zatrudnienie wynosiło wtedy około 4 tysięcy osób.
Po 1989 roku w Załęskiej Hałdzie-Brynowie części zachodniej zaczęły się rozwijać usługi, a także prowadzono inwestycje w nowe technologie –- w 2004 roku powołano spółkę Euro-Centrum, która na mocy porozumienia z Urzędem Miasta Katowice utworzyła przy ulicy Ligockiej 103 Euro-Centrum Park Przemysłowy (na terenie dawnych Zakładów Aparatury Chemicznej „Wimach”). Kompleks ten otwarto w 2008 roku. Składał się on wówczas z 4 nowych i 7 przebudowanych obiektów i oferował 480 miejsc pracy. W 2007 roku powołano Euro-Centrum Park Naukowo-Technologiczny, którego działalność przy współudziale biznesu i nauki koncentruje się na rozwoju technologii energooszczędnych w budynkach. W 2011 roku rozpoczęto budowę pierwszego w Polsce biurowca pasywnego Euro-Centrum, którego budowę ukończono w styczniu 2014 roku. Stanowi on siedzibę Parku Naukowo-Technologicznego Euro-Centrum.
W Załęskiej Hałdzie-Brynowie części zachodniej znajdują się trzy ośrodki usługowe o zasięgu lokalnym, których stopień zagospodarowania jest zróżnicowany w zależności od wielkości obsługiwanego obszaru i genezy. Mają one charakter linearny. Są to:
- Ulica Rolna (odcinek od ulicy F. Joliot-Curie do ulicy Hetmańskiej; 7 718 mieszkańców w promieniu 500 m) – usługi: handel, przedszkole, szkoła podstawowa, gimnazjum, biblioteka, kościół i przystanki komunikacji miejskiej,
- Ulica Brynowska (odcinek od ulicy Dworskiej do ulicy T. Kościuszki; 3 195 mieszkańców w promieniu 500 m) – usługi: handel, przedszkole, szkoła podstawowa, gimnazjum, biblioteka i przystanki komunikacji miejskiej,
- Ulice Mikołowska, W. Pola i Ligocka (odcinki w obrębie Katowickiej Hałdy; 5 104 mieszkańców w promieniu 500 m) – usługi: handel, przedszkole, szkoła podstawowa, gimnazjum, dom kultury, obiekty sakralne, rekreacyjne i przystanki komunikacji miejskiej.

## Infrastruktura techniczna
Głównymi źródłami wody dla mieszkańców dzielnicy Załęska Hałda-Brynów część zachodnia są ujęcia powierzchniowe na Wiśle (Jezioro Goczałkowickie) i Sole (Jezioro Czanieckie). Woda ze Stacji Uzdatniania Wody jest rozprowadzana poprzez wodociągi magistralne oraz rozdzielcze. Wzdłuż północnej granicy dzielnicy przebiega rurociąg przesyłowy magistrali zachodniej DN 1400 mm, który łączy zbiornik wyrównawczy „Murcki” ze zbiornikiem „Bytków”. Zaopatrzeniem w wodę zajmuje się Górnośląskie Przedsiębiorstwo Wodociągów oraz Katowickie Wodociągi. Sieć kanalizacyjna jest zarządzana przez spółkę Katowickie Wodociągi. Obszar Załęskiej Hałdy-Brynowa części zachodniej w północnej części jest położony w zlewni oczyszczalni ścieków Centrum-Gigablok, do której dociera kanalizacja ogólnospławna, natomiast ścieki z południowej części dzielnicy są odprowadzane do oczyszczalni ścieków „Panewniki”.
Zaopatrzenie w energię elektryczną mieszkańców Załęskiej Hałdy-Brynowa części zachodniej odbywa się poprzez sieć wysokiego napięcia 110 kV, łączącą ją z pobliskimi elektrowniami. W dzielnicy znajdują się dwie stacje elektroenergetyczne o poziomie transformacji wynoszącej 110/6 kV: „Brynów” (przy ulicy Brynowskiej) oraz stacja przy kopalni „Wujek” (przy ul. W. Pola). Średnie zużycie energii elektrycznej na jedno gospodarstwo domowe w Katowicach wynosiło w 2006 865,7 kWh.

## Transport

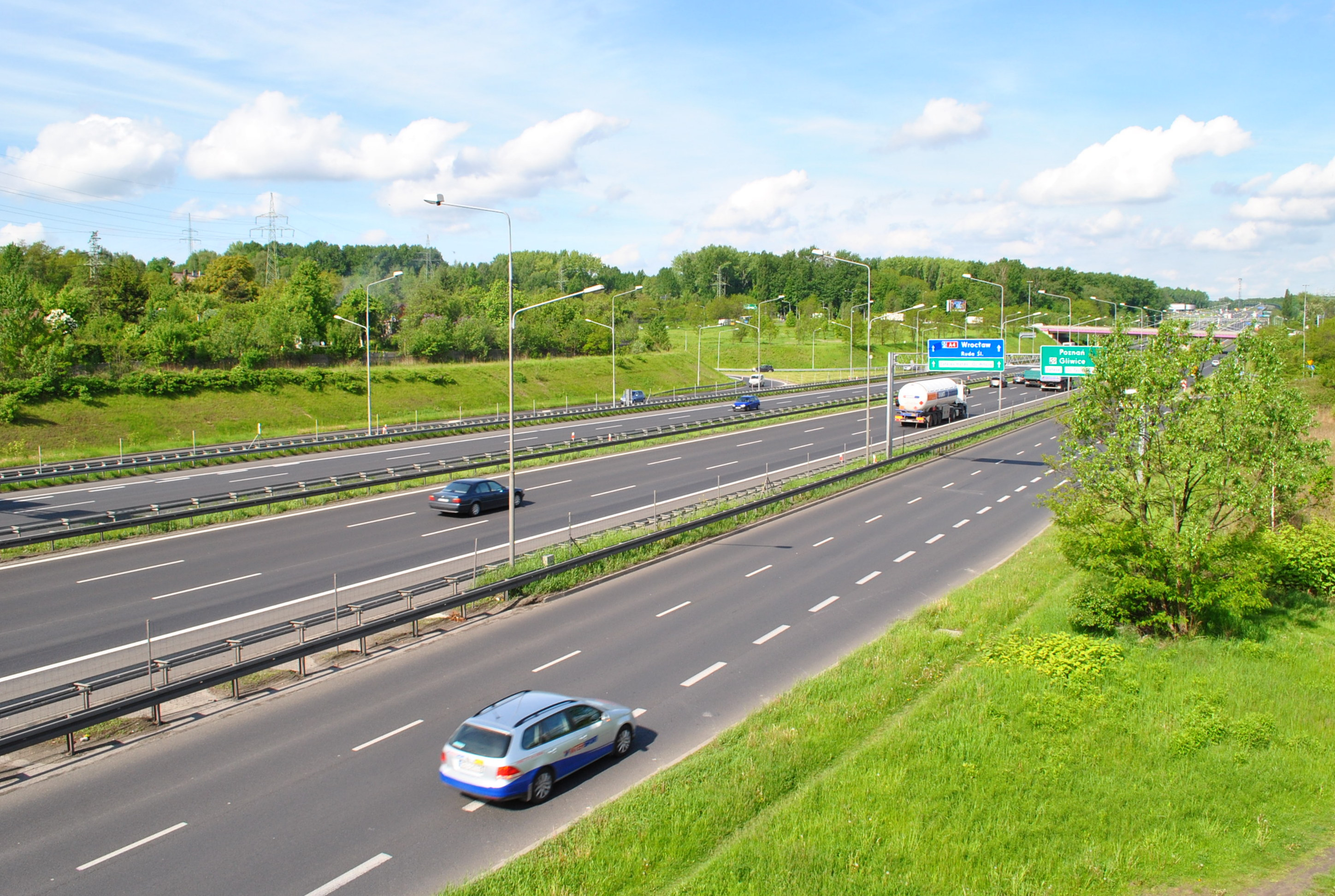
Autostrada A4 na wysokości nieczynnego wiaduktu kolejowego

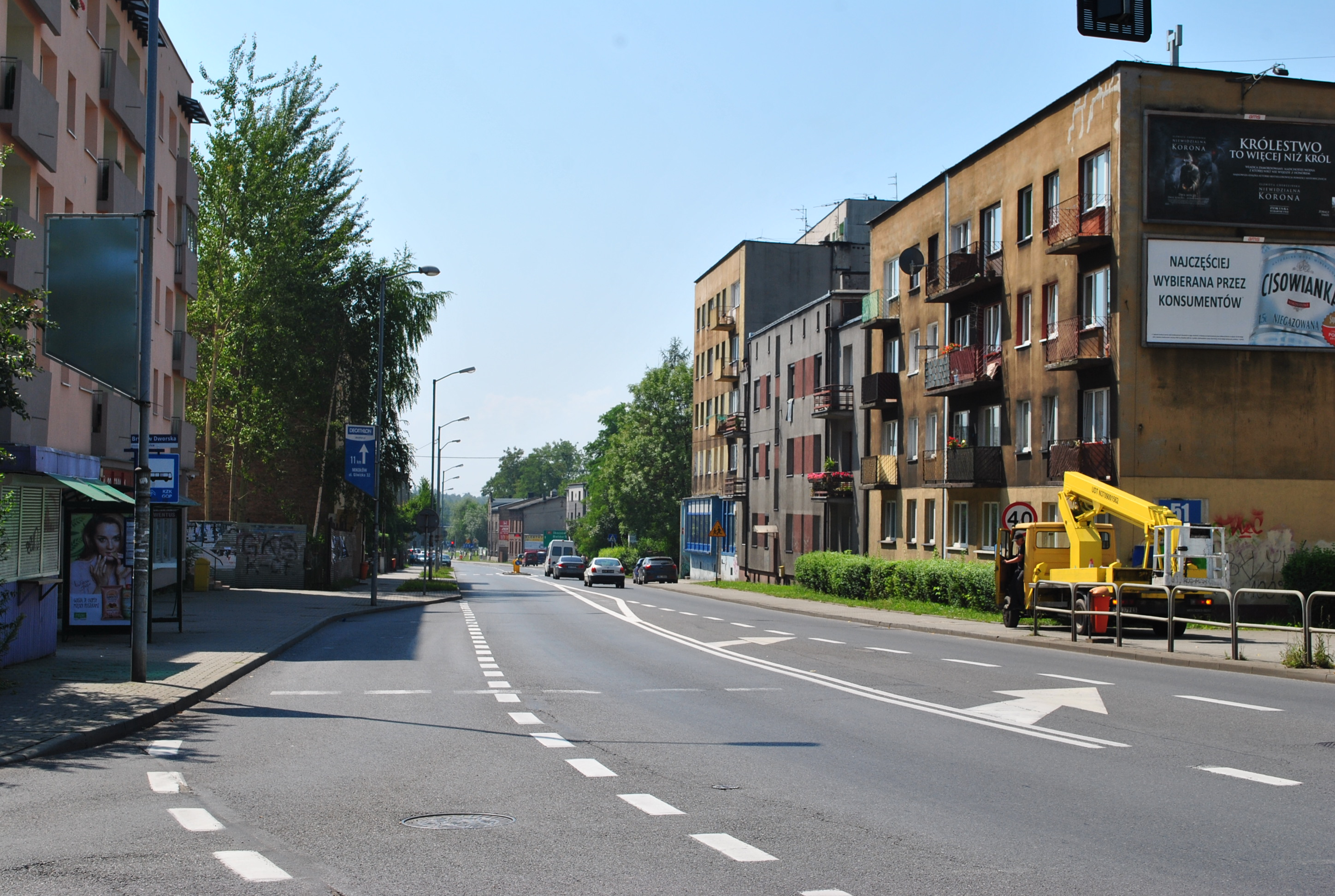
Ulica Brynowska w Brynowie
(widok w kierunku południowym)

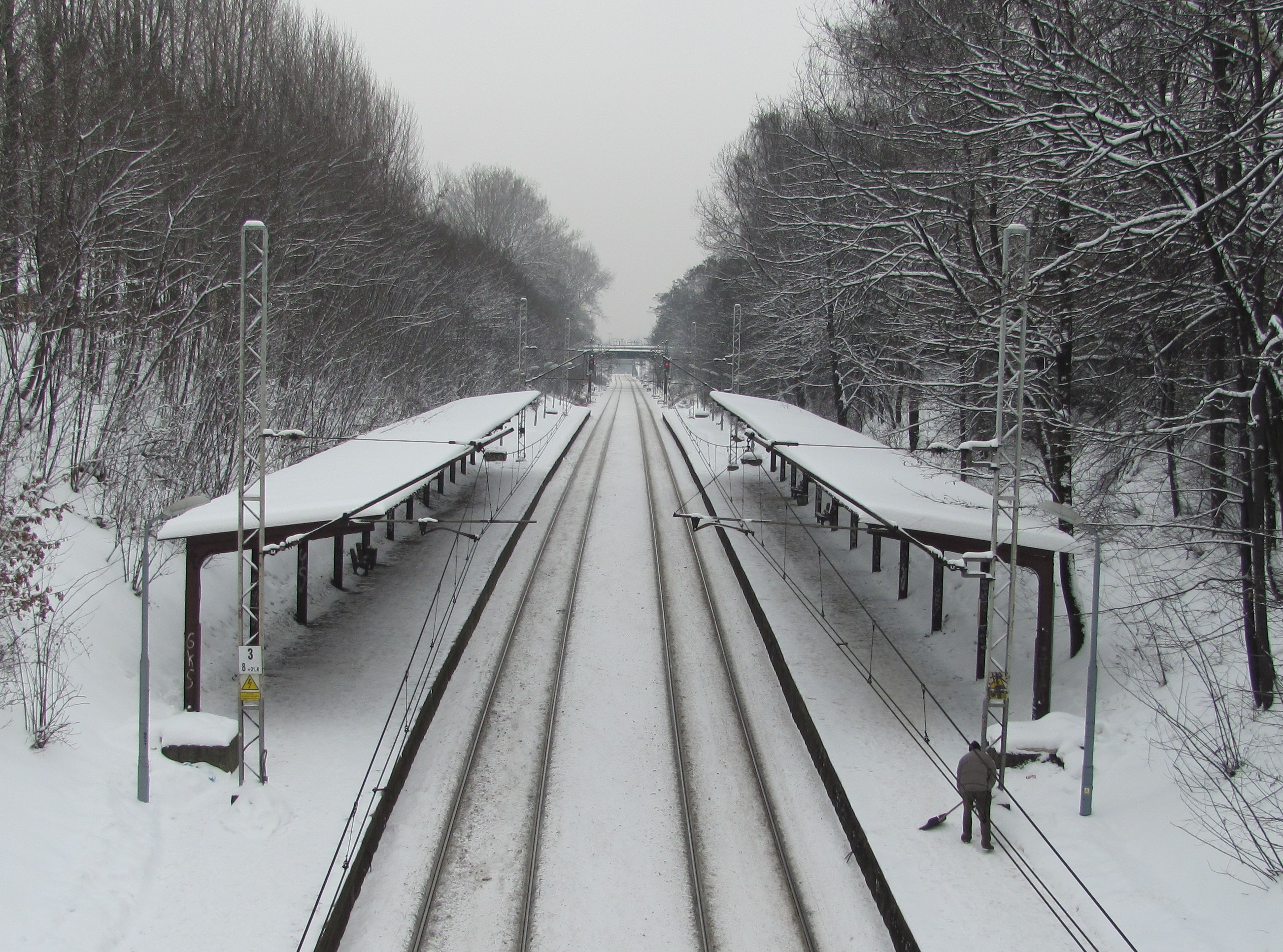
Przystanek kolejowy Katowice Brynów

### Transport drogowy
Do głównych ciągów komunikacji drogowej dzielnicy Załęska Hałda-Brynów część zachodnia należą ulice ciągnące się wzdłuż jej granicy: Kochłowicka (autostrada A4, położona w północnej części), Mikołowska i Brynowska (ulice okalające dzielnicę od wschodu), natomiast spośród dróg wewnątrz dzielnicy do najważniejszych należą ulice: Ligocka, Rolna i Załęska.
Autostrada A4 stanowi główny element komunikacyjny Katowic w relacji zachód-wschód. Na wysokości dzielnicy znajdują się dwa węzły, które łączą autostradę z ulicą Bocheńskiego i Mikołowską. Ulica Mikołowska i Brynowska stanowią ulice główne ruchu przyspieszonego, które w Katowicach stanowią element ogólnomiejskiego układu drogowego, łączące główne drogi (autostradę A4 i drogę krajową nr 81). Ulica Ligocka stanowi natomiast drogę główną, która łączy ulicę Mikołowską z Ligotą.
W powiązaniach wewnątrzmiejskich Załęska Hałda-Brynów część zachodnia ma bardzo dobre połączenia ze Śródmieściem (wzdłuż ulic Ligockiej i Mikołowskiej oraz Rolnej i T. Kościuszki), a także z dzielnicami: Ligota-Panewniki, Piotrowice-Ochojec, Murcki, Giszowiec i Osiedle Witosa.

### Transport kolejowy
Komunikacja kolejowa na terenie Załęskiej Hałdy-Brynowa części zachodniej funkcjonuje od 1 grudnia 1852 roku, kiedy to Towarzystwo Kolei Górnośląskiej uruchomiło linię łączącą Katowice z Murckami przez Ligotę (fragment linii kolejowej nr 139). W latach 50. XX wieku powstała linia Południowej Magistrali Piaskowej, biegnącej w kierunku północnym przez kopalnię „Wujek” i Załęską Hałdę do kopalni „Kleofas”. Została ona rozebrana w 2009 roku. Wzdłuż Południowej Magistrali Piaskowej biegnie czynna linia kolejowa nr 171 Dąbrowa Górnicza Towarowa – Panewnik.
W północnej części dzielnicy, w pobliżu kolonii robotniczej kopalni „Wujek” znajduje się czynny przystanek osobowy Katowice Brynów. Z przystanku według rozkładu jazdy z okresu 2013/14 realizowanych jest prawie 100 połączeń regionalnych, obsługiwanych przez Koleje Śląskie. Główne kierunki połączeń to: Bielsko-Biała Główna, Katowice, Rybnik, Sosnowiec Główny, Tychy Lodowisko i Żywiec.

### Miejski transport zbiorowy
Transport zbiorowy w dzielnicy Załęska Hałda-Brynów część zachodnia jest obsługiwany na zlecenie Zarządu Transportu Metropolitalnego (ZTM), które organizuje w dzielnicy przewozy autobusowe. We wrześniu 2014 roku głównymi ciągami transportu miejskiego w dzielnicy stanowiły:
- Ulica Mikołowska i dalej na południe z trzema odnogami: ulice Brynowska, Ligocka i Dziewięciu z Wujka; na wysokości przystanku Brynów Wincentego Pola przy ulicy Mikołowskiej kursowało wówczas 17 linii (9, 10, 11, 12, 29, 37, 45, 46, 48, 138, 154, 238, 296, 297, 657, 689, 297N, 657N i 905N),
- Ulica Rolna (linie: 154 i 296),
- Ulica Załęska Hałda i Dobrego Urobku (linia 70),
- Ulica Kochłowicka (Autostrada A4; linie: 51, 115, 120, 130, 138, 177, 193, 238, 632 i 130N).

## Architektura i urbanistyka

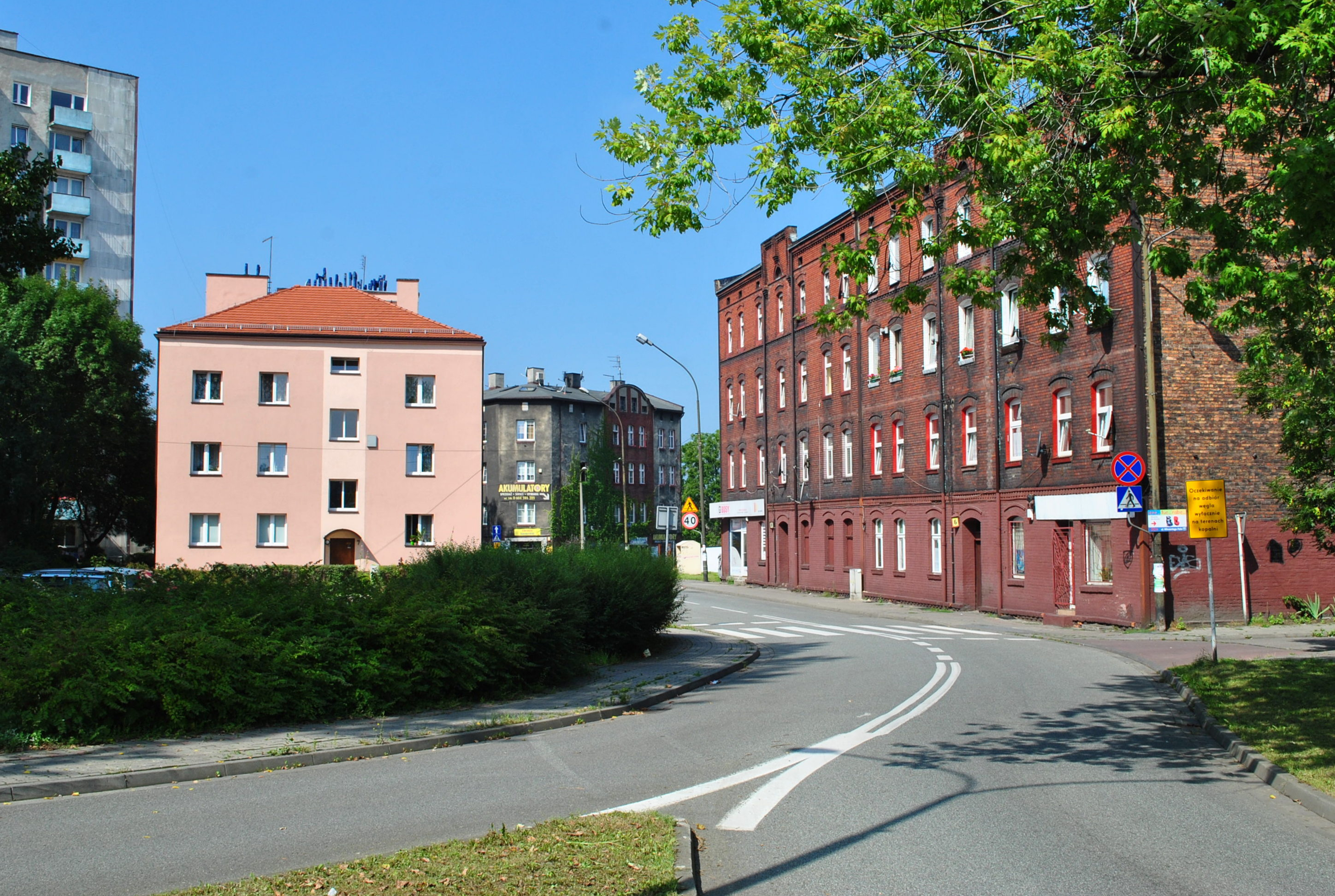
Kamienice kopalni „Wujek” przy ulicy W. Pola

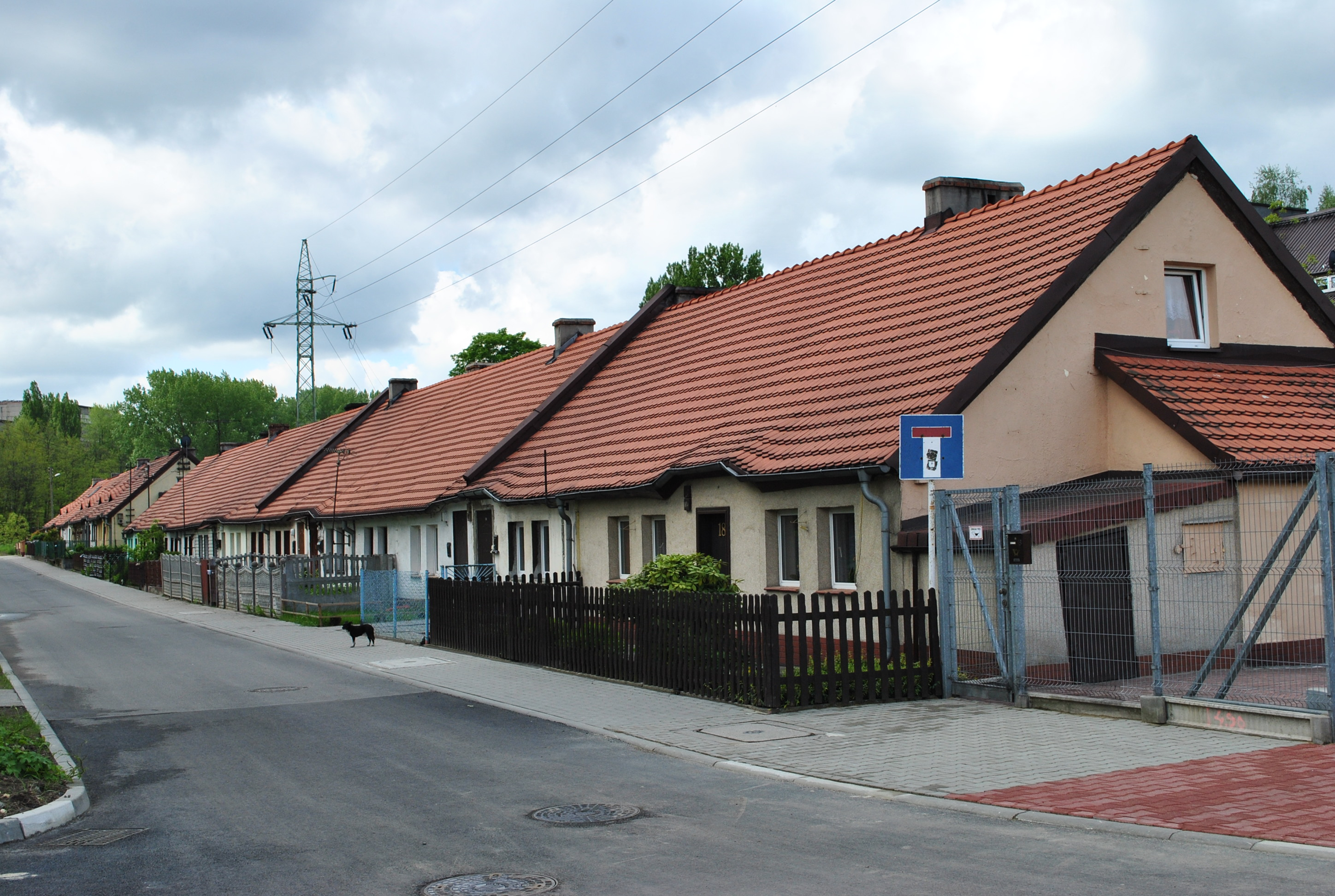
Kolonia robotnicza kopalni „Wujek” przy ulicy Przodowników

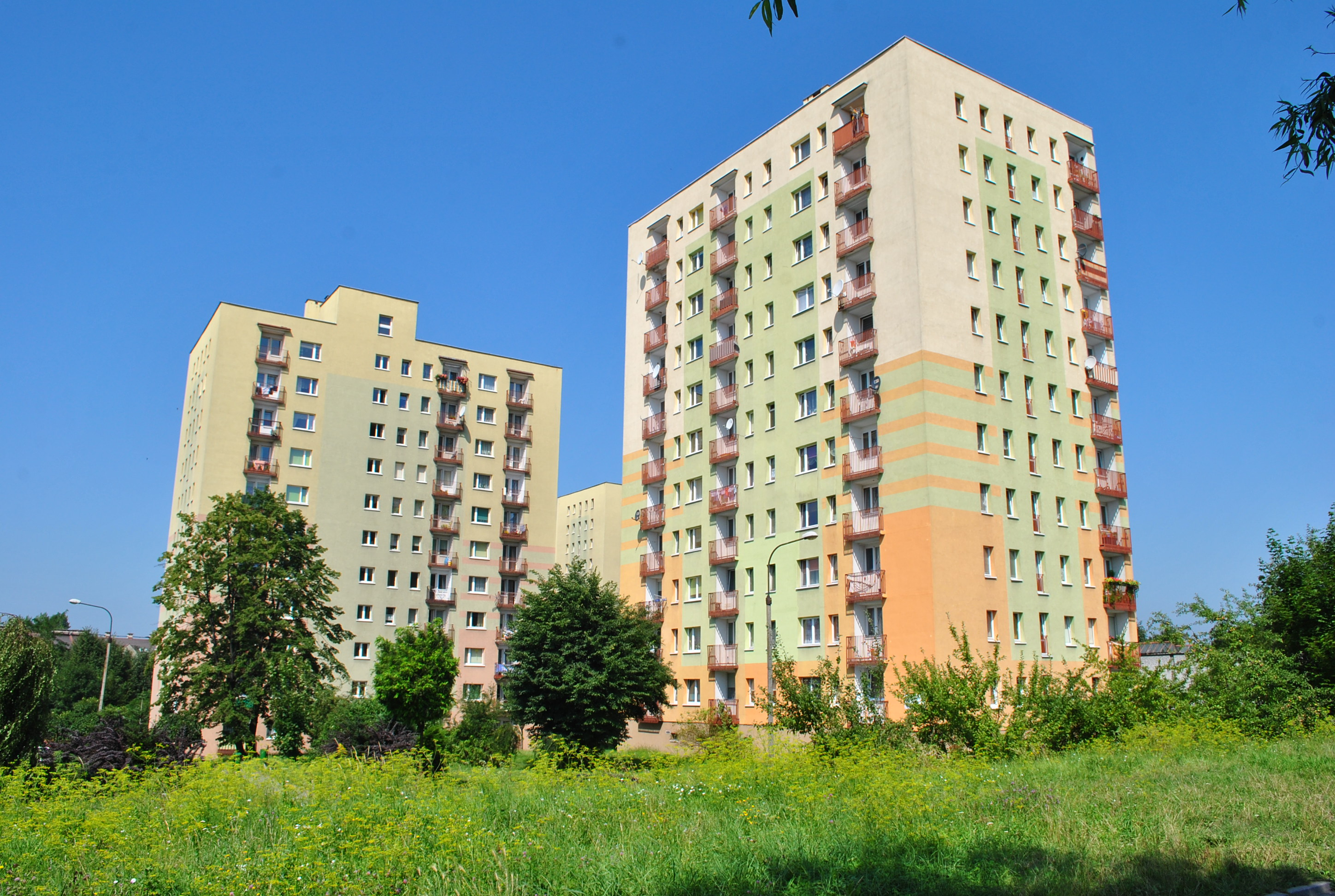
Osiedle mieszkalne przy ulicy Wodospady

Zabudowa dzielnicy oraz jej struktura funkcjonowano-przestrzenna nie jest jednorodna. Dominują tu funkcje związane z działalnością kopalni „Wujek”, wokół której koncentruje się zabudowa mieszkaniowa, zarówno jednorodzinna (w części północno-zachodniej i południowej dzielnicy), jak i wielorodzinna (głównie na południe od kopalni „Wujek” oraz przy ulicy Wodospady, Hetmańskiej oraz Orkana), a także obiekty z funkcjami usługowymi o znaczeniu lokalnym (w części wschodniej). Udział powierzchni zabudowanej w powierzchni terenu całej dzielnicy w 2007 wynosił 23%, wskaźnik intensywności zabudowy (netto) – 0,44 WIZ, natomiast średnia ważona liczby kondygnacji wynosiła 1,91.
W dzielnicy Załęska Hałda-Brynów część zachodnia znajduje się dużo historycznych obiektów, z czego najważniejsze to:
- Kamienice (ul. Boczna 2; Bugli 2, 3, 6; Hetmańska 2, 6, 12, 14, 16, 18; Kredytowa 7, 8, 9), wybudowane głównie na początku XX wieku w stylu modernistycznym i historycznym,
- Wieża ciśnień (ul. J. Gallusa) z 1902 roku w stylu historyzmu,
- Dawny budynek szkoły (ul. Hetmańska 1) z XIX wieku,
- Szkoła (ul. Hetmańska 8), wybudowana w latach 30. XX wieku w stylu funkcjonalizmu,
- Osiedle robotnicze (ul. S. Jaracza, Z. Kossak-Szczuckiej, Z. Herberta i G. Zapolskiej) z lat 50. XX wieku,
- Kamienica (ul. Ligocka 76) w stylu secesji,
- Kamienice – familoki kopalni „Wujek” (ul. Ligocka 78; Filarowa 2, 2a, 4, 4a; Pola 6, 8, 16, 20) z początku XX wieku,
- Kamienica (ul. Tomasza 9), wybudowana w latach 30. XX wieku w stylu funkcjonalizmu,
- Kolonia robotnicza kopalni „Wujek” (ul. Przekopowa i Przodowników) z lat 1918–1920, często błędnie określana mianem Kolonii Dwunastu Apostołów.

### Pomniki i tablice pamiątkowe
Na terenie Załęskiej Hałdy-Brynowa części zachodniej znajdują się następujące miejsca pamięci:
- Pomnik ku czci Powstańców Śląskich, którzy zginęli w walce o wyzwolenie narodowe i społeczne (róg ul. Ligockiej i ul. Hetmańskiej),
- Pomnik ku czci górników kopalni „Wujek” poległych 16 grudnia 1981 roku (ul. Wincentego Pola, przy kopalni „Wujek”),
- Tablica upamiętniająca mieszkańców Załęskiej Hałdy poległych za wolność i demokrację w latach II wojny światowej (skrzyżowanie ul. F. Bocheńskiego i Załęska Hałda, a dawniej na fasadzie Szkoły Podstawowej Nr 25).

## Kultura

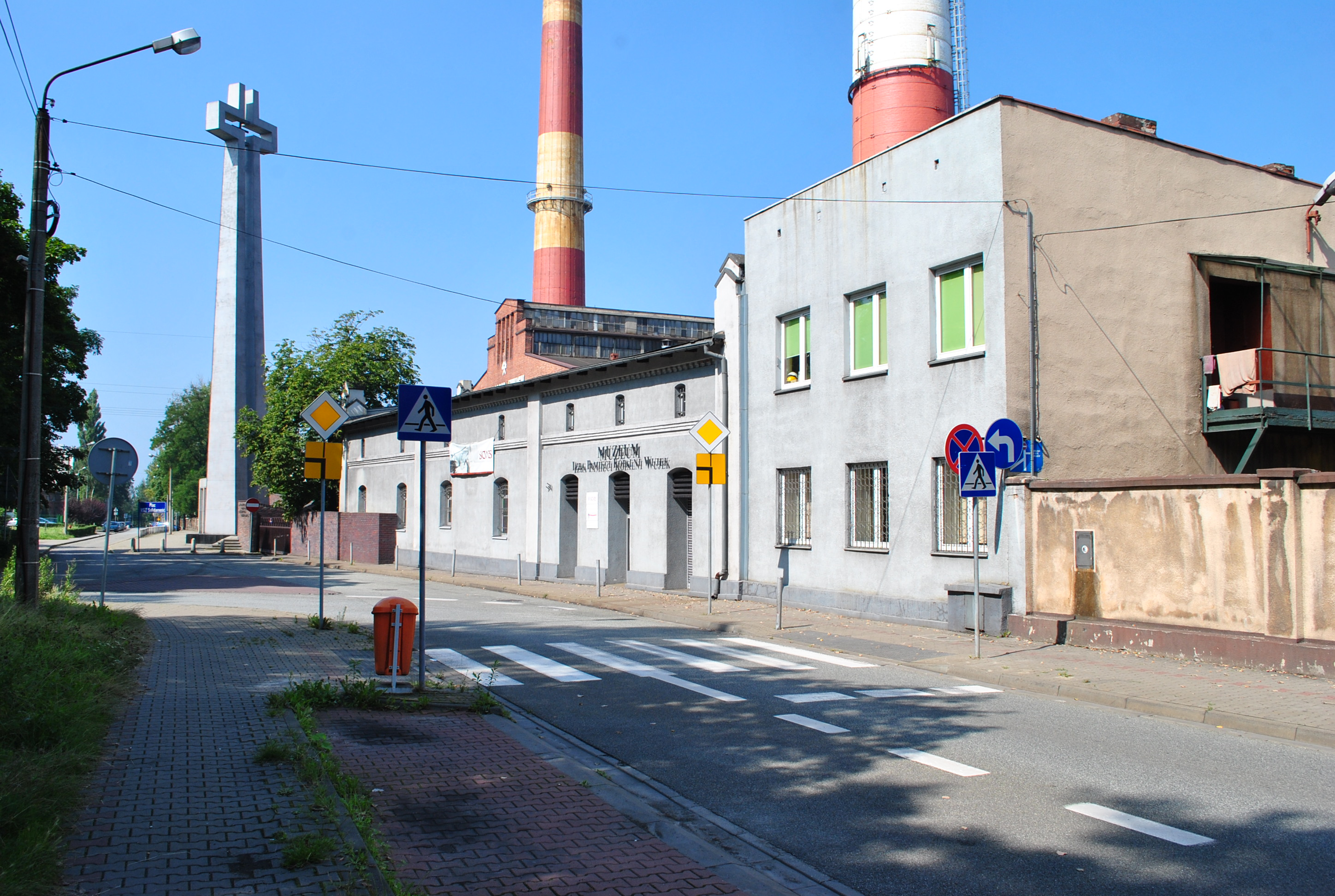
Muzeum – Izba Pamięci Kopalni Wujek (ul. W. Pola 38)

Na terenie dzielnicy funkcjonuje zróżnicowana oferta kulturalna. Działają tu głównie placówki biblioteczne oraz muzealne. Duży wpływ na działalność kulturalną miała kopalnia „Wujek”. W pobliżu tej kopalni, przy ul. W. Pola 73 funkcjonował Zakładowy Dom Kultury przy KWK „Wujek”, powstały w latach 70. XX w. Posiadał on m.in. salę amfiteatralną na 524 widzów.
W pobliżu kopalni „Wujek” od 16 grudnia 2011 roku działa Śląskie Centrum Wolności i Solidarności. Swoją siedzibę ma w budynku dawnego kopalnianego magazynu odzieżowego. W nim działa Izba Pamięci Kopalni Wujek, w ramach której funkcjonuje wystawa stała poświęcona pacyfikacji kopalni z 16 grudnia 1981 roku. Przy Szkole Podstawowej nr 11, na ul. Nasypowej 16 funkcjonuje natomiast Harcerskie Muzeum Etnograficzne, powstałe w latach 60. XX wieku, prowadzone przez IV Szczep im. Obrońców Katowic.
W Brynowie oraz Starej Ligocie znajdują się dwie filie Miejskiej Biblioteki Publicznej w Katowicach. Filia nr 8 znajduje się przy ul. Brynowskiej 53a. Mieści się tam wypożyczalnia dla dorosłych, a zbiory biblioteki wynosiły w 2014 roku 15 408 woluminów. W Starej Ligocie, przy ul. J. Grzyśki 19a zlokalizowana jest Filia nr 32. W niej znajduje się wypożyczalnia dla dzieci i dorosłych, czytelnia oraz kawiarenka literacka, a zbiory filii wynosiły w 2014 roku 46 601 woluminów.

## Oświata

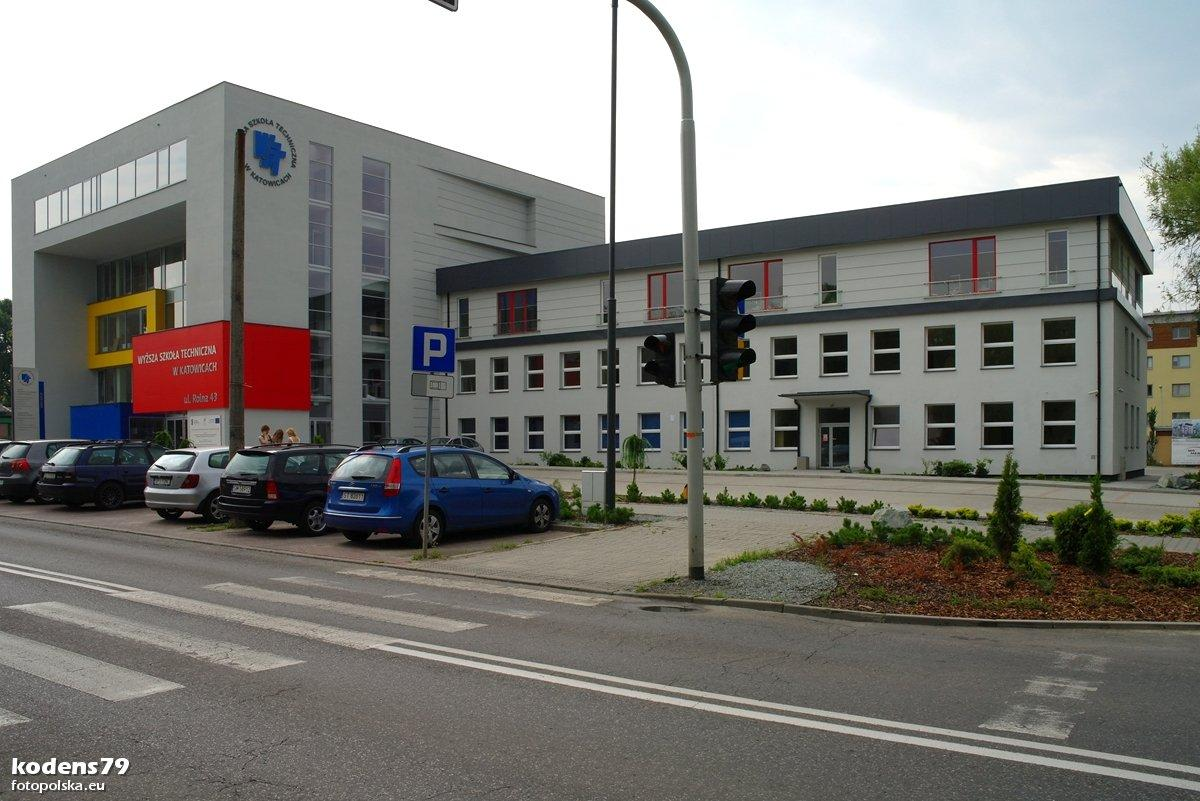
Siedziba WST przy ul. Rolnej

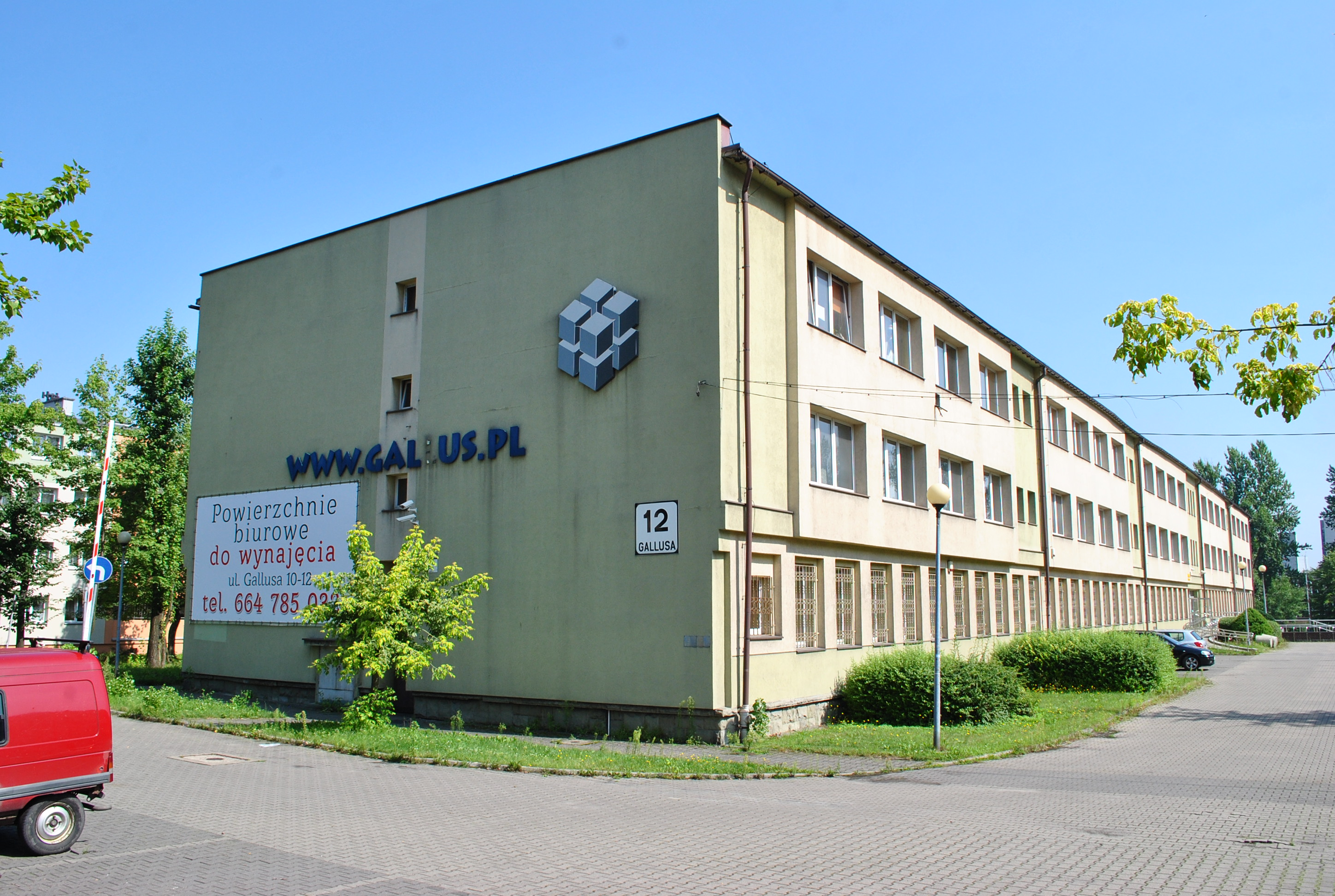
Siedziba WSZMiJO przy ul. Gallusa

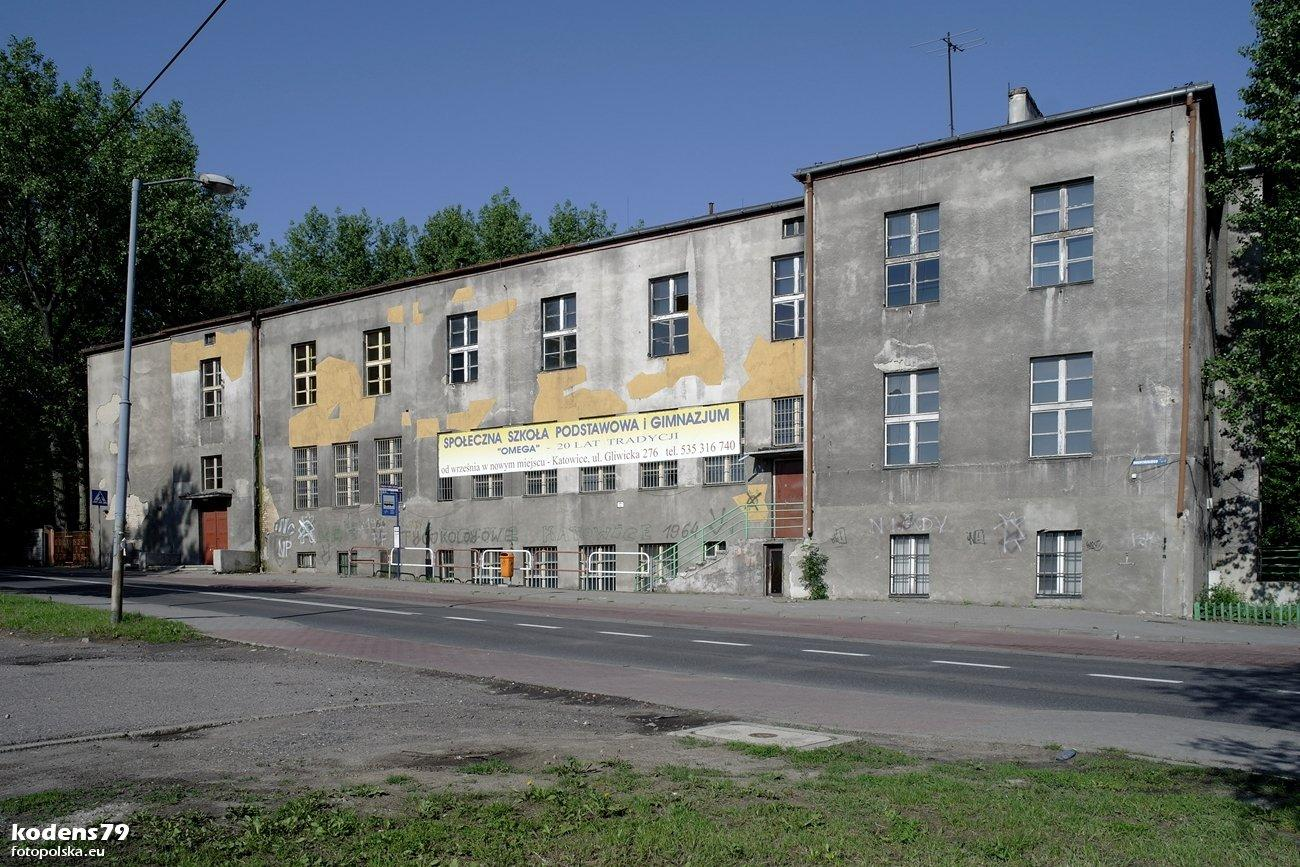
Nieistniejący obecnie budynek Szkoły Podstawowej nr 25

W październiku 2014 roku na terenie dzielnicy działały następujące placówki edukacyjne:
- Żłobki:
  1. Żłobek „Puchatkowo” (ul. K. Adwentowicza 5) – niepubliczny żłobek powstały w 2009 roku, prowadzony przez Akademię Malucha[41],
- Przedszkola:
  1. Miejskie Przedszkole nr 12 (ul. Ligocka 3; filia: ul. Załęska 43) – przedszkole, mieszczące się w dwóch budynkach. Składa się z pięciu oddziałów[42];
  2. Miejskie Przedszkole nr 51 (ul. Rolna 41) – przedszkole, powstałe w latach 50. XX wieku jako placówka dwuoddziałowa; w 2014 roku przedszkole posiadało 4 oddziały po 25 dzieci[43];
  3. Miejskie Przedszkole nr 88 (ul. J. Grzyśki 2) – trzyoddziałowe przedszkole publiczne[44];
  4. Prywatne Przedszkole nr 1 (Ligocka 5a) – pierwsze niepubliczne przedszkole na terenie Górnego Śląska po 1989 roku, utworzone w 1992 roku[45];
  5. Niepubliczne Przedszkole „Wesołe Słoneczka” z oddziałami integracyjnymi (ul. Ligocka 68)[46],
- Szkoły podstawowe:
  1. Szkoła Podstawowa nr 5 im. Dziewięciu Górników z Wujka (ul. J. Gallusa 5) – publiczna szkoła podstawowa, której początki mają miejsce w 1870 roku, kiedy to otwarto Niemiecką Szkołę Katolicką w Katowickiej Hałdzie, która w 1921 roku stała się szkołą polską. W latach 60. XX w. staraniem górników kopalni „Wujek” szkołę przeniesiono do nowej siedziby, na ulicę J. Gallusa 5. Pierwsze zajęcia w nowym budynku odbyły się 1 października 1966 roku. W tym czasie szkoła przyjęła imię Leona Kruczkowskiego[47];
  2. Szkoła Podstawowa Nr 11 z Oddziałami Integracyjnymi im. Tadeusza Kościuszki (ul. Nasypowa 16),
- Gimnazja:
  1. Gimnazjum nr 22 z Oddziałami Integracyjnymi im. Stanisława Staszica (ul. Hetmańska 8) – publiczne gimnazjum, którego początki mają związek z informacją z 1879 roku o potrzebie powołania szkoły w Ligocie. W okresie 1910–1911 szkoła liczyła 11 nauczycieli i 874 uczniów. W 1930 roku nauka odbywała się w trzech budynkach przy ul. Hetmańskiej 1, 8 i 10, gdzie uczęszczało 842 dzieci w 20 oddziałach. Po II wojnie światowej, w latach 1962–1964 przystąpiono do rozbudowy szkoły, a w 1975 roku przywrócono szkole imię Stanisława Staszica. Od okresu 1999/2000 w budynku funkcjonował Zespół Szkół Ogólnokształcących nr 22, natomiast w czerwcu 2004 roku została zlikwidowana Szkoła Podstawowa nr 8, która przynależała do tego zespołu. W 2017 roku, po likwidacji gimnazjów przez MEN, placówka ponownie stała się Szkołą Podstawową nr 8 z oddziałami gimnazjalnymi, które funkcjonowały do 2019 roku[48],
- Zespoły szkół:
  1. Zespół Szkół Technicznych i Ogólnokształcących nr 2 (ul. Mikołowska 131) – na zespół składają się następujące szkoły[49]:
    - Gimnazjum nr 35 im. Powstańców Śląskich;
    - Technikum nr 4 im. Powstańców Śląskich;
    - Technikum Uzupełniające nr 13;
    - XVI Liceum Ogólnokształcące;
    - Szkoła Policealna nr 6,

  2. Niepubliczna Katolicka Szkoła Podstawowa i Gimnazjum im. Świętej Rodziny (ul. Z. Kossak-Szczuckiej 24) – niepubliczny zespół szkół (szkoła podstawowa i gimnazjum) o charakterze szkoły katolickiej, powstały w 2008 roku[50],
- Szkoły wyższe:
  1. Wyższa Szkoła Techniczna (ul. Rolna 43) – uczelnia wyższa, powstała w 2003 roku. Specjalizuje się w studiach techniczno-artystycznych, głównie na kierunkach architektonicznych oraz o charakterze artystycznym[51];
  2. Wyższa Szkoła Zarządzania Marketingowego i Języków Obcych (ul. Gallusa 6) – szkoła wyższa, powstała w 1994 roku. Specjalizowała się głównie w nauczaniu języków obcych oraz zarządzaniu wraz z bezpieczeństwem wewnętrznym[52]. W 2017 roku szkoła ta została postawiona w stan likwidacji[53].

Powyższe placówki koncentrują się w Brynowie i Starej Ligocie, natomiast szkolnictwo w Załęskiej Hałdzie funkcjonowało od 8 sierpnia 1873 roku, kiedy to otwarto 2-klasową szkołę podstawową, w której naukę rozpoczęło 195 uczniów. W dniu 3 września 1929 roku szkołę tę ze względu na nieodpowiadające potrzeby starego obiektu przeniesiono do nowej siedziby (przy ul. F. Bocheńskiego 149). W 2003 roku powołano Zespół Szkół Integracyjnych nr 1 im. Roberta Oszka, w skład którego weszła m.in. Szkoła Podstawowa nr 25. Została ona zlikwidowana 1 września 2006 roku. Sam zaś Zespół Szkół Integracyjnych nr 1 został połączony ze Szkołą Podstawową nr 58 im. Marii Dąbrowskiej na osiedlu Tysiąclecia.

## Ochrona zdrowia

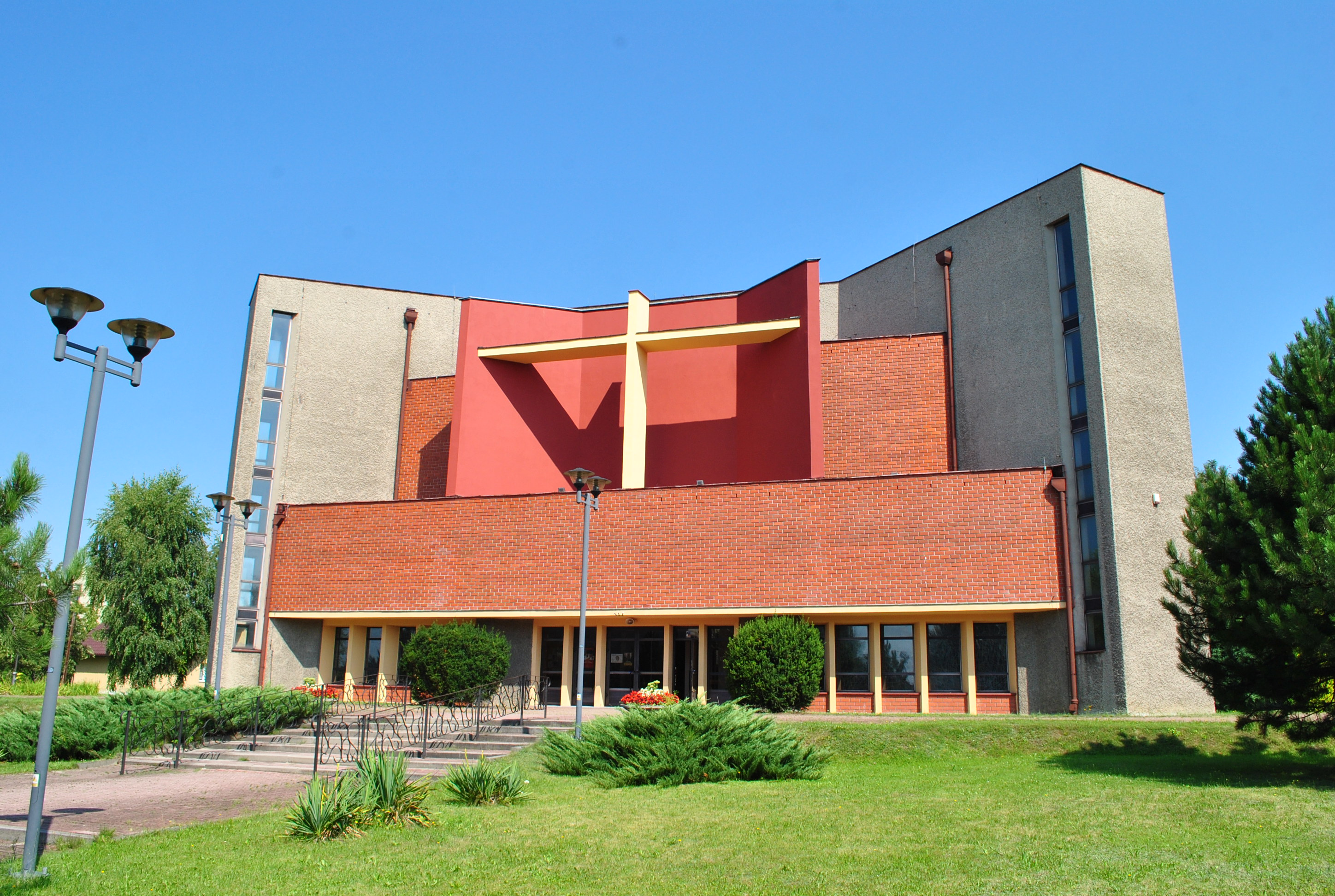
Kościół parafialny parafii Św. Rodziny i św. Maksymiliana Kolbego

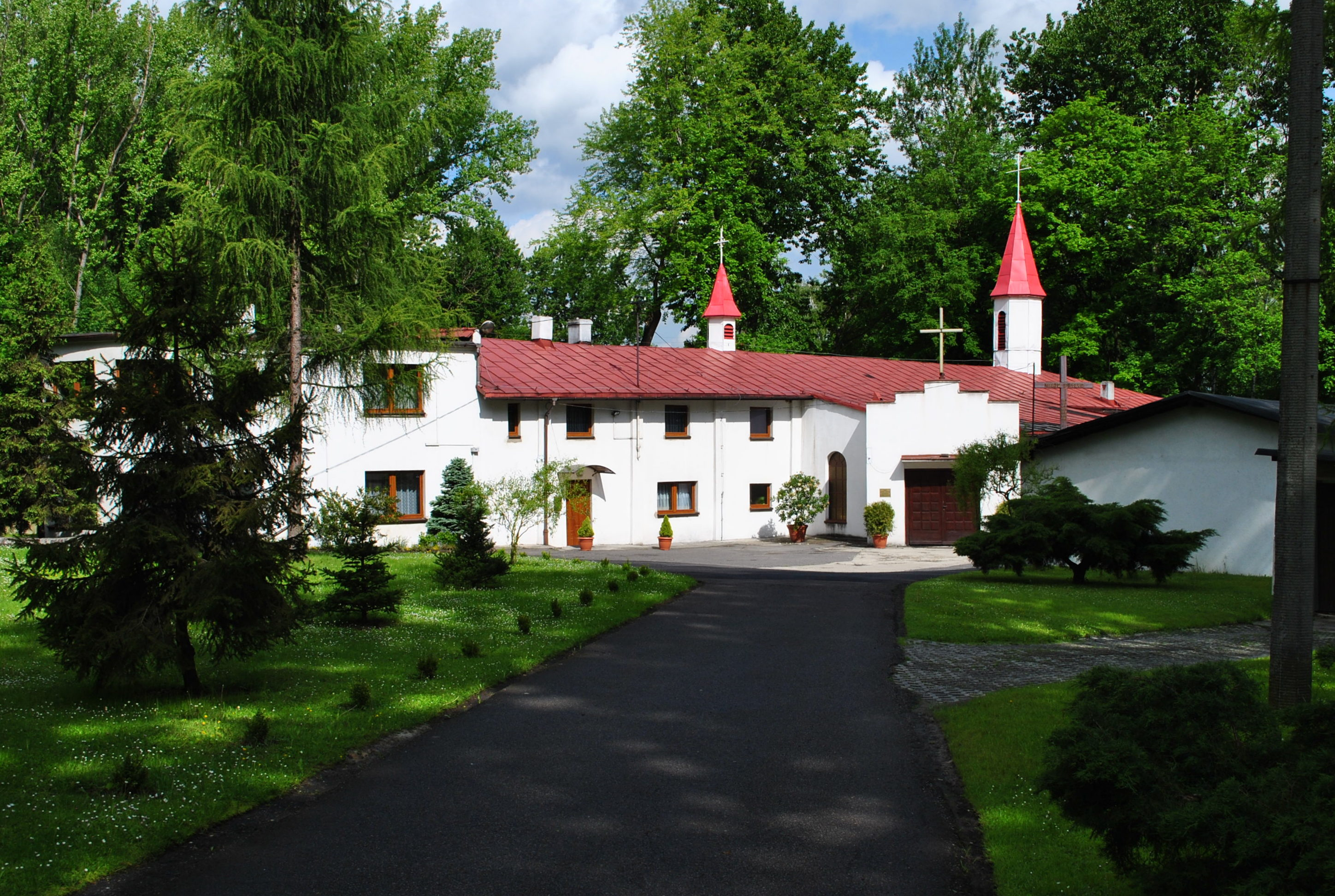
Kościół parafialny parafii świętych Cyryla i Metodego

Na terenie dzielnicy znajdują się następujące placówki opieki zdrowotnej:
- Niepubliczny Zakład Opieki Zdrowotnej Twoje Zdrowie Filia w Katowicach (ul. Ligocka 3a);
- Przychodnia Bracka Wujek (ul. Załęska 51);
- Niepubliczny Zakład Opieki Zdrowotnej Przychodnia Dentystyczna (ul. Dziewięciu z Wujka 2d);
- Centrum Terapii SM (ul. W. Pola 9) – przychodnia ukierunkowana na diagnostykę i terapię schorzeń układu nerwowego[56];
- Centrum Medyczno-Rehabilitacyjne (ul. Ligocka 103) – placówka opieki zdrowotnej, oferująca usługi fizjoterapeutyczne oraz profilaktyki zdrowotnej[57];
- Śląskie Centrum Słuchu i Mowy MEDINCUS (ul. Nasypowa 18) – placówka medyczna powstała w 2007 roku, specjalizująca się w zakresie leczenia słuchu i mowy[58].

## Religia
W Załęskiej Hałdzie-Brynowie części zachodniej największą grupą religijną są katolicy. Znajdują się tu trzy parafie rzymskokatolickie:
1. Parafia pw. Świętej Rodziny i świętego Maksymiliana Kolbego (ul. Z. Kossak-Szczuckiej 24) – została erygowana 17 października 1982 roku, natomiast pierwszym proboszczem parafii został ks. Józef Nowaczyk. Pierwsze prace budowlane pod nowy kościół parafiny rozpoczęły się w maju 1984 roku. Świątynia została konsekrowana przez arcybiskupa katowickiego ks. abp. Damiana Zimonia 9 października 1993 roku[59]. W 2014 roku parafia liczyła około 6 000 osób i obejmowała znaczny fragment południowej części dzielnicy[60];
2. Parafia Najświętszych Imion Jezusa i Maryi (ul. J. Przyklinga 12) – parafia rzymskokatolicka, położona w południowo-wschodniej części Załęskiej Hałdy-Brynowa części zachodniej. W 2014 roku liczyła 6 951 wiernych[61];
3. Parafia św. św. Cyryla i Metodego (ul. F. Bocheńskiego 147) – obejmuje ona swoim zasięgiem południową część Załęskiej Hałdy (północna część dzielnicy). W 2014 roku parafia ta liczyła 638 wiernych[62]. Kościół parafialny powstał w 1945 roku w budynku dawnej cegielni, natomiast współczesny wystrój wnętrza pochodzi z 1984 roku[63].

## Sport i rekreacja

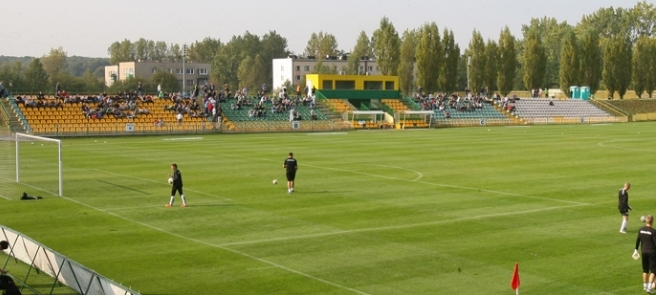
Stadion Rozwoju Katowice

W Załęskiej Hałdzie-Brynowie części zachodniej funkcjonuje kilka klubów sportowych, z których największy jest Klub Sportowy „Rozwój”, prowadzący sekcję piłki nożnej. Klub ten wywodzi się z Towarzystwa Gimnastycznego „Sokół” Katowice-Brynów założonego w 1919 roku. W 1925 roku Rozwój Katowice zarejestrowano w Górnośląskim Związku Okręgowym Piłki Nożnej. Klub ten założyli pracownicy kopalni Wujek. W przeszłości w klubie powstawały również inne sekcje, w tym siatkówki, gimnastyki, lekkoatletyki, piłki ręcznej oraz koszykówki, które zostały zlikwidowane w latach 80. i 90. XX wieku.
Na obszarze dzielnicy znajdują się następujące obiekty sportowo-rekreacyjne:
- Stadion KS Rozwój (ul. Zgody 28) – kompleks piłkarski, składający się z boiska głównego wraz z widownią na 2 400 osób, dwoma płytami treningowymi oraz zapleczem sanitarno-socjalnym. Stadion ten jest zarządzany przez klub KS Rozwój Katowice;
- Kąpielisko „Rolna” (ul. Nasypowa 65) – całoroczny obiekt wraz z otwartym kąpieliskiem, siłownią, sauną, solarium oraz hydromasażem. Jest on zarządzany przez Miejski Ośrodek Sportu i Rekreacji w Katowicach.